# Chiesa di Santa Corona
Il  complesso di Santa Corona a Vicenza è costituito da una delle più importanti chiese della città – costruita nella seconda metà del XIII secolo e arricchita nel corso dei secoli da numerose opere d'arte – e dai chiostri dell'ex convento dei Domenicani. Fa parte del sistema museale della città. La chiesa di Santa Corona conserva dipinti rinascimentali e la cappella Valmarana progettata da Andrea Palladio, mentre l'ex convento è sede del Museo naturalistico archeologico.

## Storia

### Secoli XIII-XIV: luogo-simbolo della città

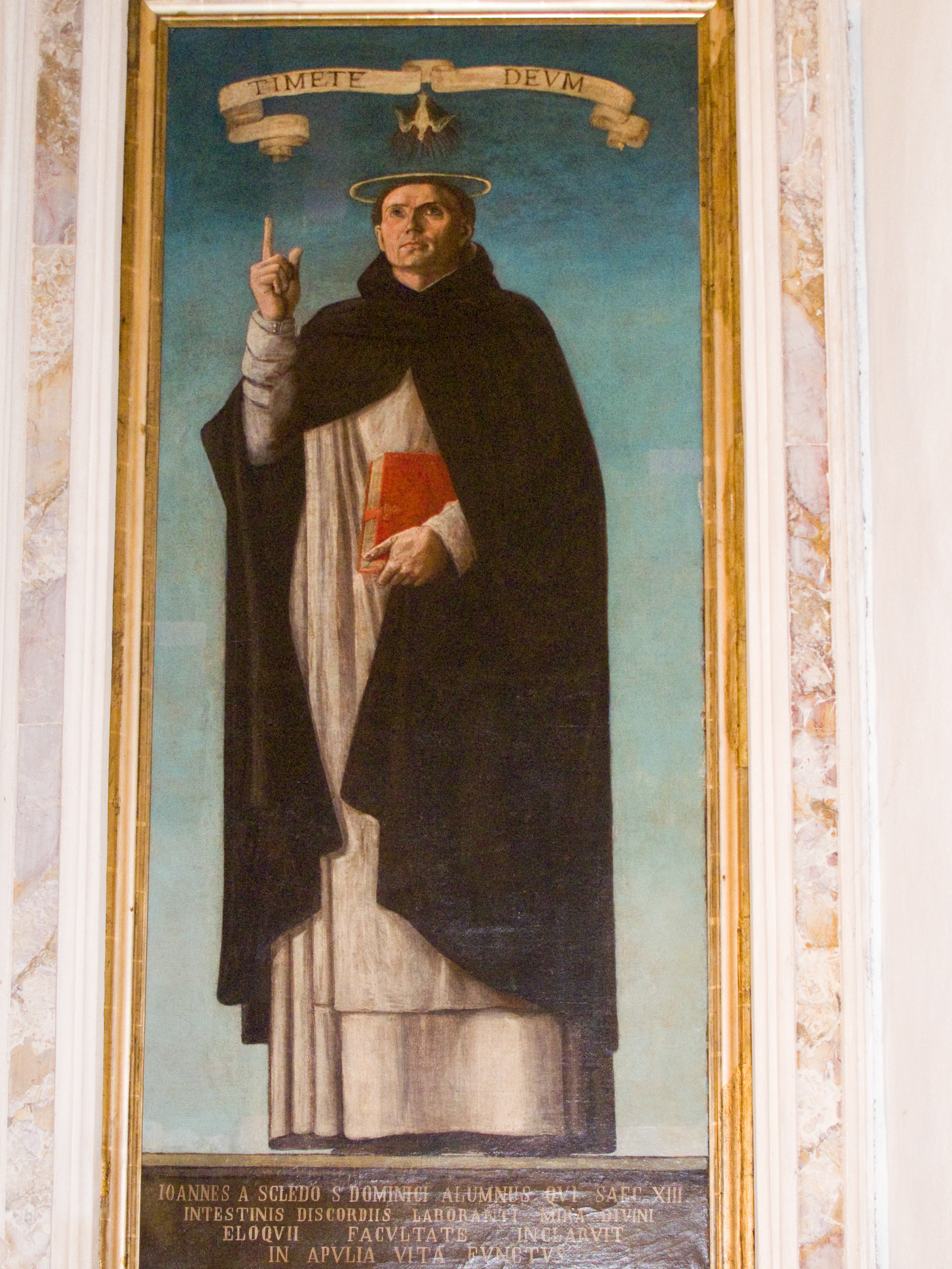
Cappella di san Domenico - Giovanni da Schio

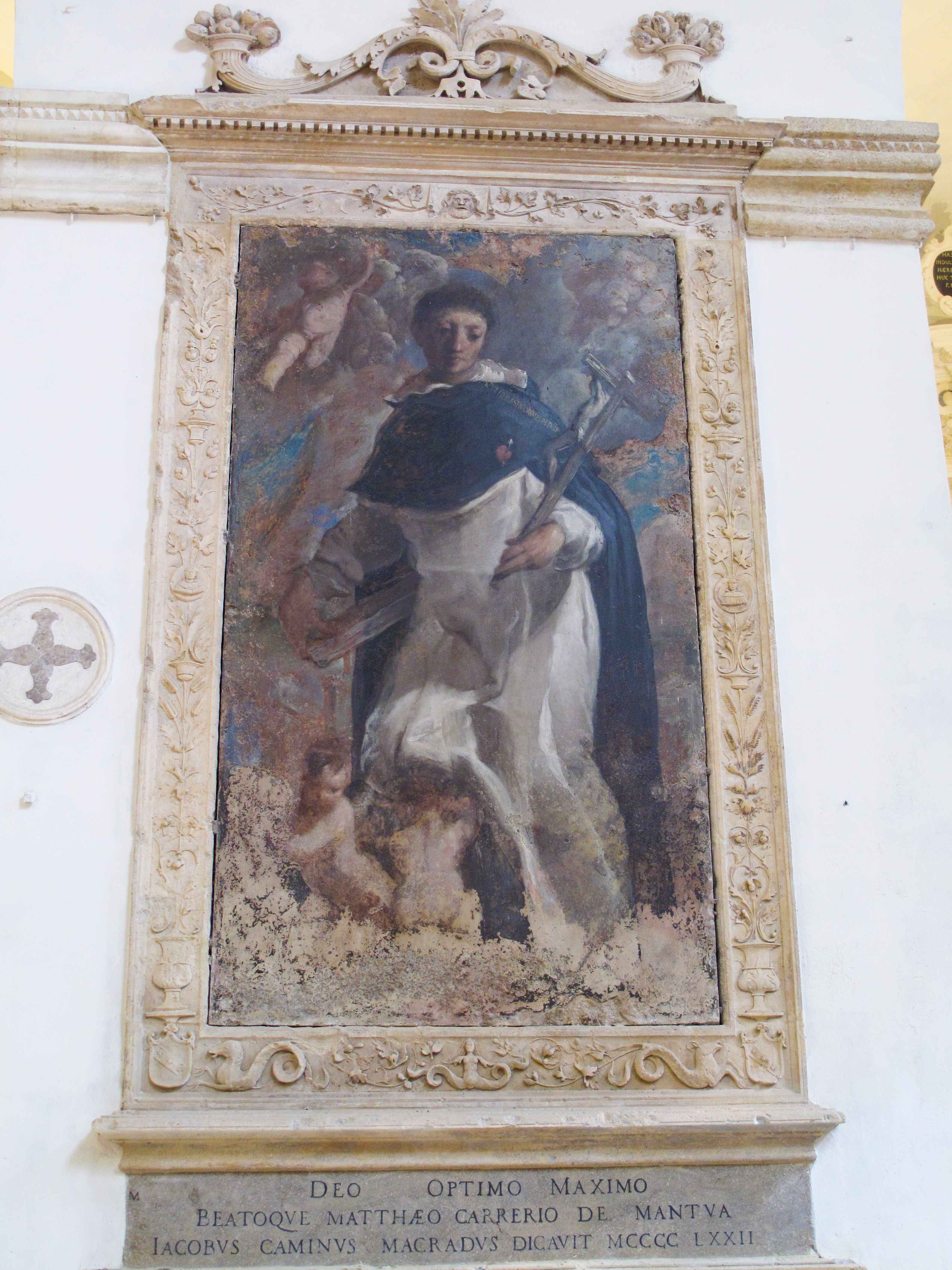
Matteo Carrerio, domenicano costruttore del convento

La chiesa fu eretta per volontà del Comune di Vicenza che nell'ottobre del 1260 decise di far erigere un grande tempio per custodire una delle spine della corona di Cristo che il beato Bartolomeo da Breganze, vescovo di Vicenza dal 1259 al 1270, aveva ricevuto in dono dal re Luigi IX di Francia a Parigi e si era posto l'obiettivo di un profondo rinnovamento, politico e religioso, della città. Dopo il periodo della signoria di Ezzelino III da Romano, infatti, era rinato il libero Comune di Vicenza e il vescovo intendeva contrastare, con l'azione dei Domenicani, ordine di cui faceva parte, le eresie - in città era ben radicata la chiesa catara - e i mali cittadini, in particolare le discordie tra famiglie e l'usura dilagante. Per questo motivo il vescovo Bartolomeo decise di assegnare ai suoi frati Domenicani la gestione della chiesa.
La costruzione della chiesa fu sostenuta dall'entusiasmo di tutta la popolazione. Fu decisa la sua ubicazione, carica di significati, nella contrà del Collo, dove aveva avuto sede la chiesa catara ed Ezzelino la sua sede fortificata, il Castrum Thealdum. Il Comune acquistò terreni e diritti sul pendio che digradava verso il Bacchiglione, privati cittadini donarono case e palazzi. Così la chiesa fu costruita - molto grande per quel tempo e in forme che presentano una chiara derivazione dai prototipi lombardi delle abbazie cistercensi - a cominciare dal 1261 e fu completata in meno di un decennio, almeno nella sua parte essenziale.
In pochi anni, però, il clima politico cambiò: nel 1264 Vicenza fu soggiogata da Padova, Bartolomeo perse gran parte del suo potere e visse i suoi ultimi anni nello sconforto e nella delusione, chiedendo persino al papa Clemente IV di essere esonerato dal governo della diocesi, senza che però questi accettasse le sue dimissioni. Morì nel 1270 a Vicenza, dopo aver lasciato come erede universale di quanto possedeva il costruendo convento domenicano di Santa Corona; fu sepolto nella sua chiesa, ormai ultimata.
L'anno successivo fu costruito il primo chiostro - quello minore, andato in larga parte distrutto in seguito ai bombardamenti angloamericani del 1944 - adiacente al lato settentrionale della chiesa. Il prestigio dei domenicani in città andò aumentando specialmente da quando, nel 1303, il papa Bonifacio VIII affidò loro l'Ufficio dell'Inquisizione, sostituendoli ai francescani che si erano resi colpevoli di gravi abusi. Tale Ufficio si insediò nel convento di Santa Corona al quale, nel 1327 quando ormai Vicenza era passata sotto la signoria scaligera, il Comune cedette un appezzamento di terreno - ulteriore conferma dell'importanza anche civile che l'autorità dava agli ordini mendicanti - per crearvi una apposita casa. In essa il Tribunale dell'Inquisizione rimase fino alla soppressione napoleonica del 1797; ricostituitosi sotto il governo austriaco venne definitivamente abolito nel 1820. I risvolti della sua azione non erano solo di carattere spirituale: poiché l'Inquisizione perseguiva anche gli usurai, spesso questi, in luogo di restituire il maltolto alle persone danneggiate, riparavano con offerte alla chiesa e alle opere pie. Ma già nel Trecento alcune famiglie nobili, come i da Sarego e i Thiene, cominciarono a costruire in Santa Corona propri altari e cappelle.
Santa Corona fu in quell'epoca il cuore della vita religiosa e civile della città: la festa e la processione della Sacra Spina erano celebrate con il massimo della solennità - le modalità dello svolgimento erano addirittura prescritte dagli statuti comunali - e la partecipazione di tutte le fraglie cittadine, in testa quelle dei giudici e dei notai. Anche durante la generale decadenza religiosa che colpì i conventi a partire dalla metà del XIV secolo, i domenicani - riformati dalla corrente dell'osservanza, sostenuta anche dalle autorità comunali e da Venezia - e la chiesa mantennero il loro prestigio in città.
I domenicani avevano anche la direzione delle monache che, quasi contemporaneamente a loro, si erano stabilite in città - nell'antico borgo presso la chiesa delle Roblandine - nel monastero di San Domenico, che ben presto si arricchì di una grande quantità di beni portati in dote dalle postulanti, in buona parte provenienti da famiglie nobili o ricche del territorio. Una parte di questi beni furono donati dalle monache al convento di Santa Corona, che comunque godeva di notevoli privilegi, tra cui l'esenzione da decime e da imposizioni della curia romana e quindi si trovava in una condizione economica di relativo benessere.
Santa Corona fu anche un centro di cultura: nel 1372 i domenicani, in segno di riconoscenza verso i vicentini che avevano contribuito generosamente alla buona riuscita del loro Capitolo generale, aprirono nel convento una scuola pubblica di filosofia, ma forse una scuola esisteva già dal XIII secolo, come già esisteva una biblioteca che custodiva la notevole raccolta di libri lasciati in eredità dal vescovo Bartolomeo.
Nel 1463 un breve del papa Pio II decise la cessione del convento di Santa Corona agli Osservanti - verso i quali sia la popolazione che le autorità cittadine e veneziane si erano sempre mostrate favorevoli - dopo di che la comunità conventuale ebbe un notevole incremento.

### Secoli XV-XVIII: luogo-simbolo delle famiglie

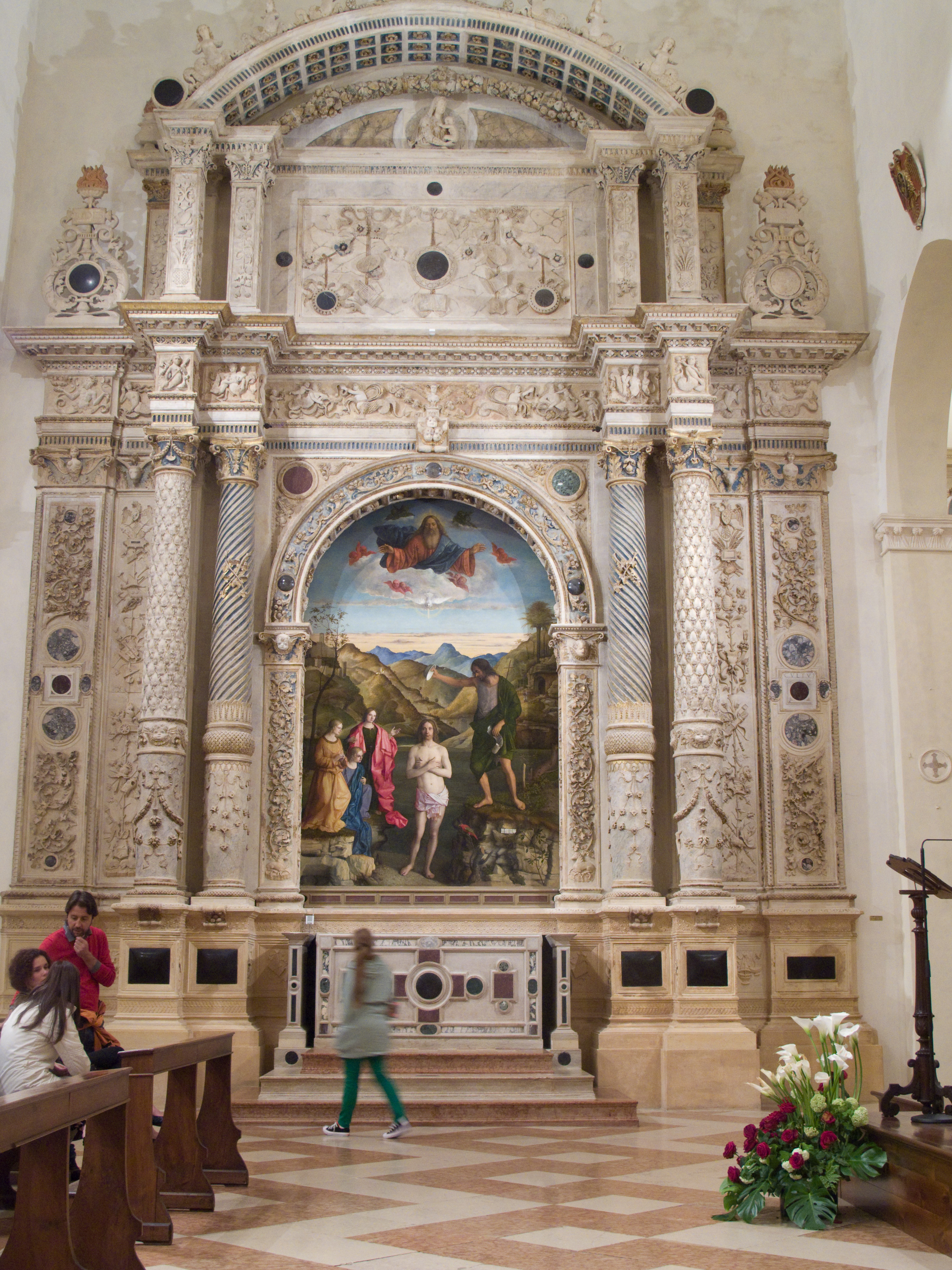
Altare Garzadori

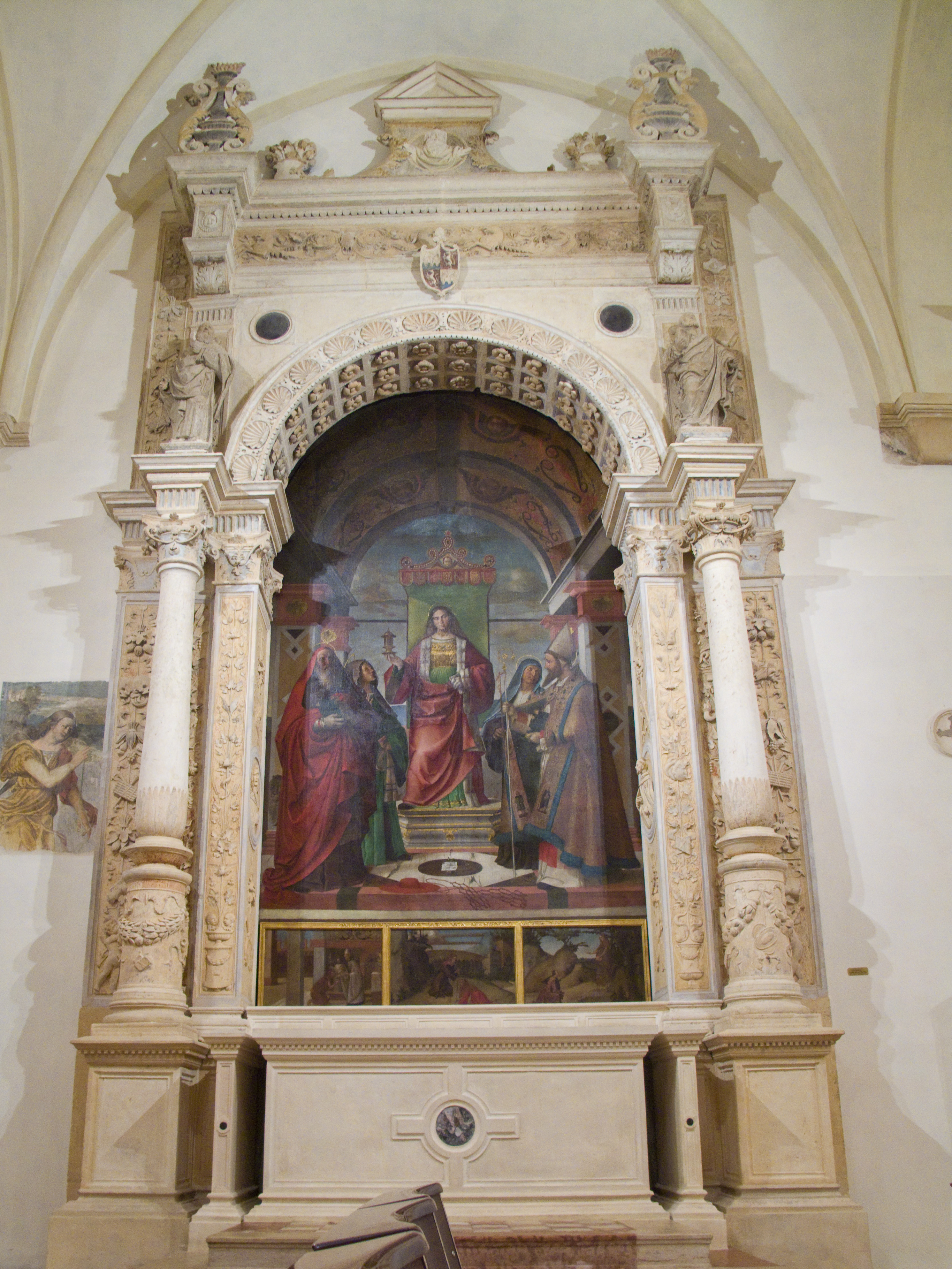
Altare Pagello

Durante il Quattrocento, sotto il dominio della Repubblica di Venezia, la città politicamente non contava più nulla. I luoghi simbolo dell'identità cittadina furono allora occupati dalle famiglie nobili che, in base al patto di dedizione con Venezia, governavano il territorio. Furono quindi esse che per motivi di prestigio ma anche sensibili, dapprima al gusto dello stile tardo gotico mutuato dalla Serenissima, poi di quello rinascimentale proveniente dal centro Italia, abbellirono la città di palazzi e arricchirono le chiese di splendide opere d'arte. Spesso in questo mecenatismo giocò un ruolo anche il desiderio di avere un posto privilegiato ove salvarsi l'anima: molti testamenti di persone nobili registravano la volontà di essere tumulati in Santa Corona, insieme con la concessione di un lascito alla chiesa.
Nel corso del XV secolo furono costruite molte cappelle laterali e, tra il 1481 e il 1489, la chiesa di Santa Corona fu profondamente modificata da Lorenzo da Bologna con la costruzione della grande abside, della cripta e del transetto, strutture che nei decenni seguenti furono impreziosite da manufatti sempre più ricchi, perdendo così l'austerità che aveva caratterizzato la primitiva costruzione. Al finanziamento di questa notevole opera di rimaneggiamento concorsero, oltre alle famiglie nobili cui venivano intestate le cappelle, il Comune e la popolazione vicentina, generosa in offerte, come quando il vescovo cardinale Zeno, in base a un privilegio di papa Alessandro VI, concesse l'indulgenza plenaria. Quanto alle famiglie, esse fecero a gara nel costruire cappelle e altari: i Nievo e i Monza eressero le due cappelline che nel Seicento furono sostituite da quella del Rosario, i Barbaran la grande cappella del transetto, i Pagello, i Monza e i Garzadori gli altari della navata sinistra.
La costruzione della cripta fu concessa nel 1481 ai nobili Valmarana, in cambio della loro ex-cappella (che ora è denominata della Sacra Spina). In essa fu trasferito nel 1520 il prezioso reliquiario e fu consacrata come Santuario della Sacra Spina dall'arcivescovo vicentino Lodovico Chiericati nel 1550. Nella seconda metà del Cinquecento il lato destro della cripta fu aperto con la costruzione, su disegni di Andrea Palladio, della cappella Valmarana. Dal 1613 al 1642 fu costruita la grandiosa cappella del Rosario, per ricordare la vittoriosa battaglia di Lepanto contro i Turchi.
Santa Corona fu anche sede di confraternite, che a quel tempo rappresentavano la maggior espressione della vita religiosa cittadina. Intorno al 1450 la Confraternita di san Pietro Martire fece costruire la seconda cappella della navata destra, dove continuò a radunarsi fino al momento della soppressione napoleonica. Nel 1520 la Confraternita della Misericordia rinnovò l'altare della Madonna delle stelle e nel 1562, fiorente perché tra le sue file erano presenti molti confratelli di ceto abbiente, costruì un primo oratorio, detto dei Turchini, ora scomparso, addossato al chiostro e un secondo oratorio in campo aperto nel cimitero della chiesa. La Confraternita del Rosario, costituita nella seconda metà del Cinquecento e rinnovatasi dopo la battaglia di Lepanto, potente per la presenza di ricchi mercanti; ebbe la sua sede in Santa Corona, dove finanziò la costruzione dell'omonima cappella, che divenne così il centro di quella devozione che si diffuse rapidamente su tutto il territorio. A queste si aggiungevano le Confraternite del Terz'Ordine di san Domenico.
A sottolineare l'importanza dei domenicani in città in quel periodo, intorno al 1477 furono costruiti il dormitorio e tre lati del chiostro maggiore – il secondo in ordine di tempo – e, qualche anno più tardi, con il generoso contributo di Cristoforo Barbaran – che contemporaneamente aveva fatto costruire la grande cappella della famiglia nel transetto destro della chiesa – iniziarono i lavori di costruzione del refettorio e della biblioteca, nella quale fino al Seicento vennero collocati anche i documenti del Comune cittadino. Nei primi anni del Cinquecento, anche per i pericoli che venivano dalla guerra di Cambrai, il numero dei frati che vivevano a Santa Corona si ridusse, ma riprese ad accrescersi subito dopo il conflitto; nel 1532, con l'aggiunta del quarto lato del chiostro maggiore, il complesso conventuale era completato.
Andrea Palladio progettò, nella cripta, la Cappella Valmarana probabilmente nel 1576, in occasione della morte di Antonio Valmarana, anche se sarebbe stata realizzata solo nel 1597, dopo la morte dell'architetto, dal fratello Leonardo Valmarana; ma, secondo altri, la data 1597, incisa su una lapide del pavimento, non si riferisce alla costruzione della cappella, quanto piuttosto alla traslazione delle spoglie di genitori e fratelli, avvenuta ad opera di Leonardo, che nel proprio testamento avoca a sé la responsabilità della costruzione.
Nel Seicento la vita del convento conservò il normale svolgimento del secolo precedente, accentuando le attività di carattere religioso, come la fondazione di moltissime confraternite del Rosario in quasi tutte le parrocchie del territorio e una migliore organizzazione della scuola interna del convento. Altri interventi di rifacimento della chiesa e del complesso conventuale si susseguirono anche nel Seicento e agli inizi del Settecento.

### Secoli XIX-XX: decadenza
Durante tutto il XVIII secolo la comunità conventuale di Santa Corona si mantenne in uno stato di notevole efficienza: vi erano presenti 25 religiosi circa, con un corpo insegnante e scolari. Ogni anno venivano solennemente celebrate le festività di papa san Pio V, il papa domenicano della battaglia di Lepanto e quelle della Madonna della Neve e della Sacra Spina.
Nel 1797 però, all'arrivo delle truppe francesi, il convento fu parzialmente occupato; cessato il governo democratico, i domenicani ritornarono nel convento dal 1801 al 1810 ma, in seguito al decreto napoleonico di Compiègne che dispose lo scioglimento degli ordini religiosi e delle confraternite, i domenicani lo dovettero lasciare definitivamente. In seguito alle aggregazioni parrocchiali della città, Santa Corona divenne la chiesa sussidiaria principale della parrocchia di Santo Stefano. Nel 1812 la Confraternita del Rosario fu sciolta e il suo oratorio demolito.
Con la Restaurazione, Vicenza fu ricompresa nel Regno Lombardo-Veneto, parte del cattolicissimo Impero asburgico. Ma era irreversibilmente finita un'epoca, in particolare quella di una società ancora medievale fondata sul potere delle famiglie cittadine; insieme con essa Santa Corona aveva perduto il suo ruolo di simbolo e non ritornò più quella di prima.
Tutto il complesso era divenuto nel 1810 demanio comunale; gli edifici conventuali furono occupati da istituzioni ospedaliere e scolastiche. Nel 1811 una parte divenne sede del nuovo Ginnasio e successivamente, nel 1877, dell'Istituto tecnico industriale fondato da Alessandro Rossi.
Nel 1872-1874 furono fatti importanti interventi agli edifici ex conventuali per adattarli alle nuove esigenze scolastiche e in particolare per permettere la costruzione dei laboratori.

L'incursione aerea alleata del 14 maggio 1944 colpì gravemente i due chiostri, provocando gravi danni a quello minore, contiguo alla chiesa, e all'antica biblioteca che esso conteneva. Nel 1962 l'Istituto "A. Rossi" si trasferì nella nuova sede di via Legione Gallieno; gli edifici del convento, parzialmente restaurati, ospitano dal 1991 il Museo naturalistico archeologico di Vicenza.
Nel 2009, in occasione del restauro dell'edificio religioso, inserito il Museo diocesano (Vicenza) ha ospitato la mostra temporanea "Tesori da Santa Corona", garantendo la fruizione al pubblico delle opere più importanti custodite nel complesso durante i lavori.

## Descrizione e opere d'arte

### Facciata e fianco destro

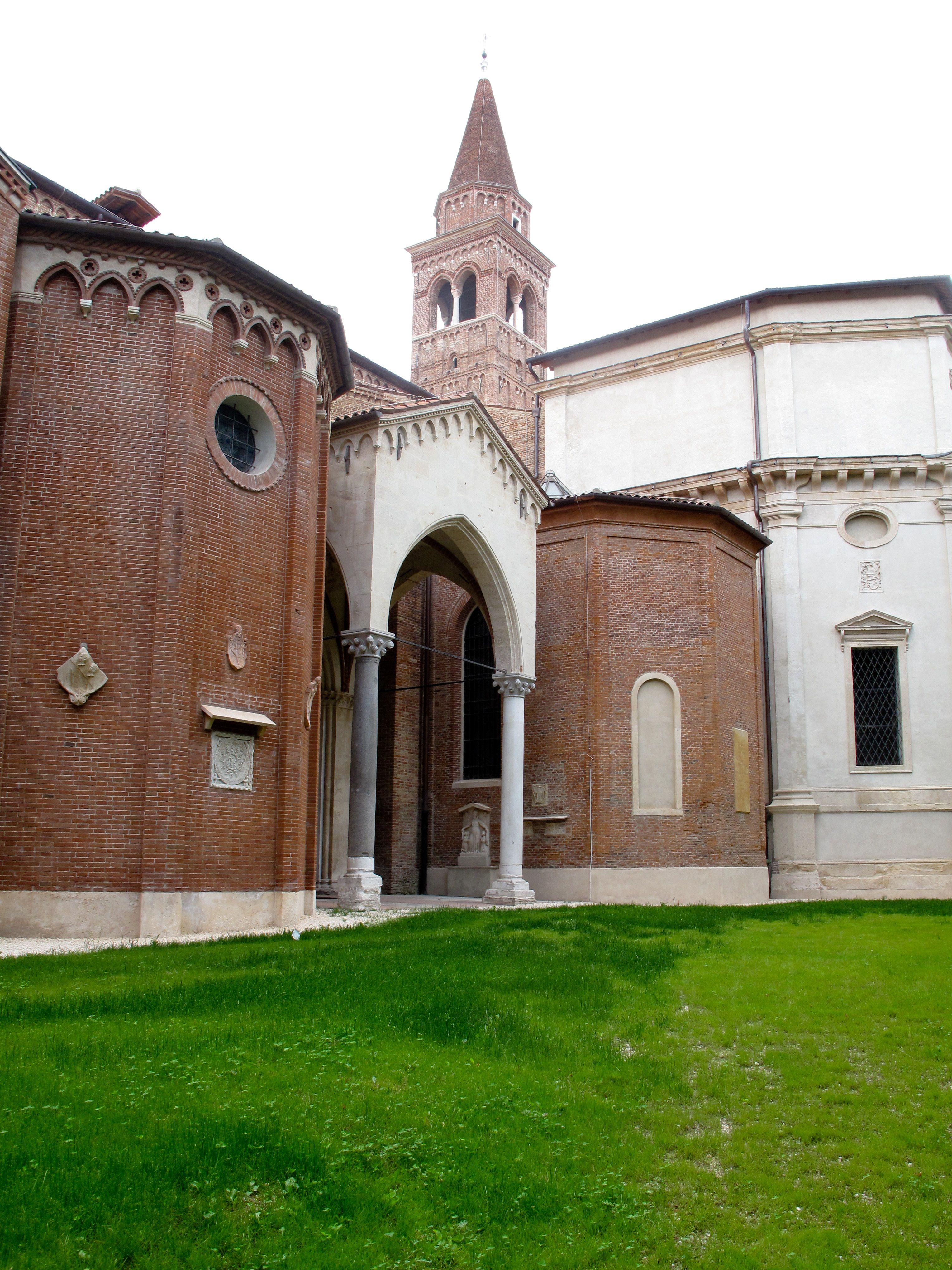
Fianco destro con le cappelle e il protiro della porta laterale.

La facciata è a capanna, in laterizio scoperto come tutto l'edificio, suddivisa verticalmente da lesene nel settore centrale. È coronata da un'alta cornice a fasce multiple decorate, che si basa su una teoria di archetti ciechi e, a sua volta, sostiene cinque pinnacoli con croci metalliche.
Sulla facciata è presente un grande rosone affiancato da due oculi, che si apre sopra il portale di ingresso caratterizzato da forte strombatura.
Sui settori laterali, al di sopra delle navate laterali, vi sono due monofore e, sotto, due altissime finestre che includono bifore sottili.

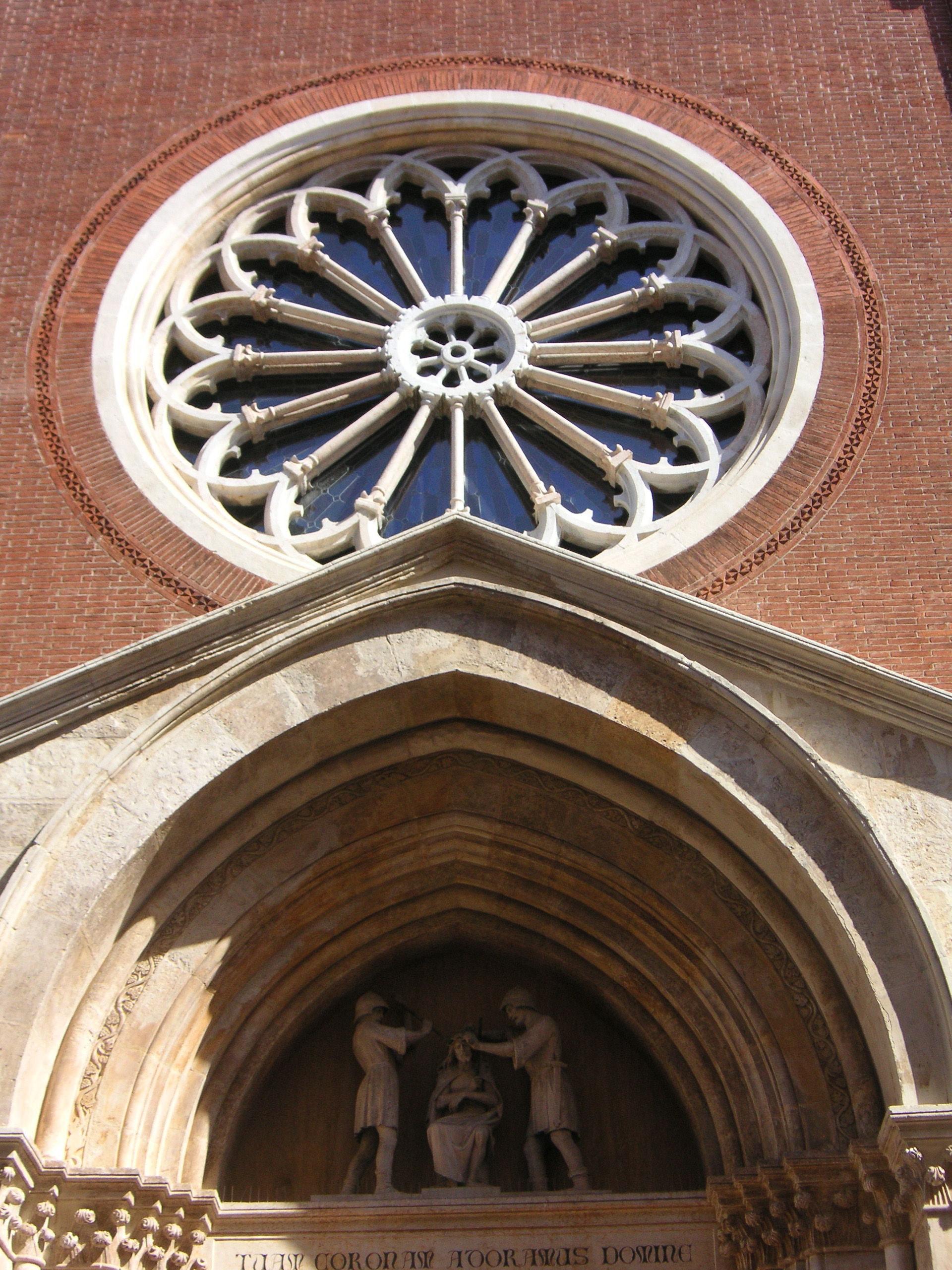
Rosone della facciata
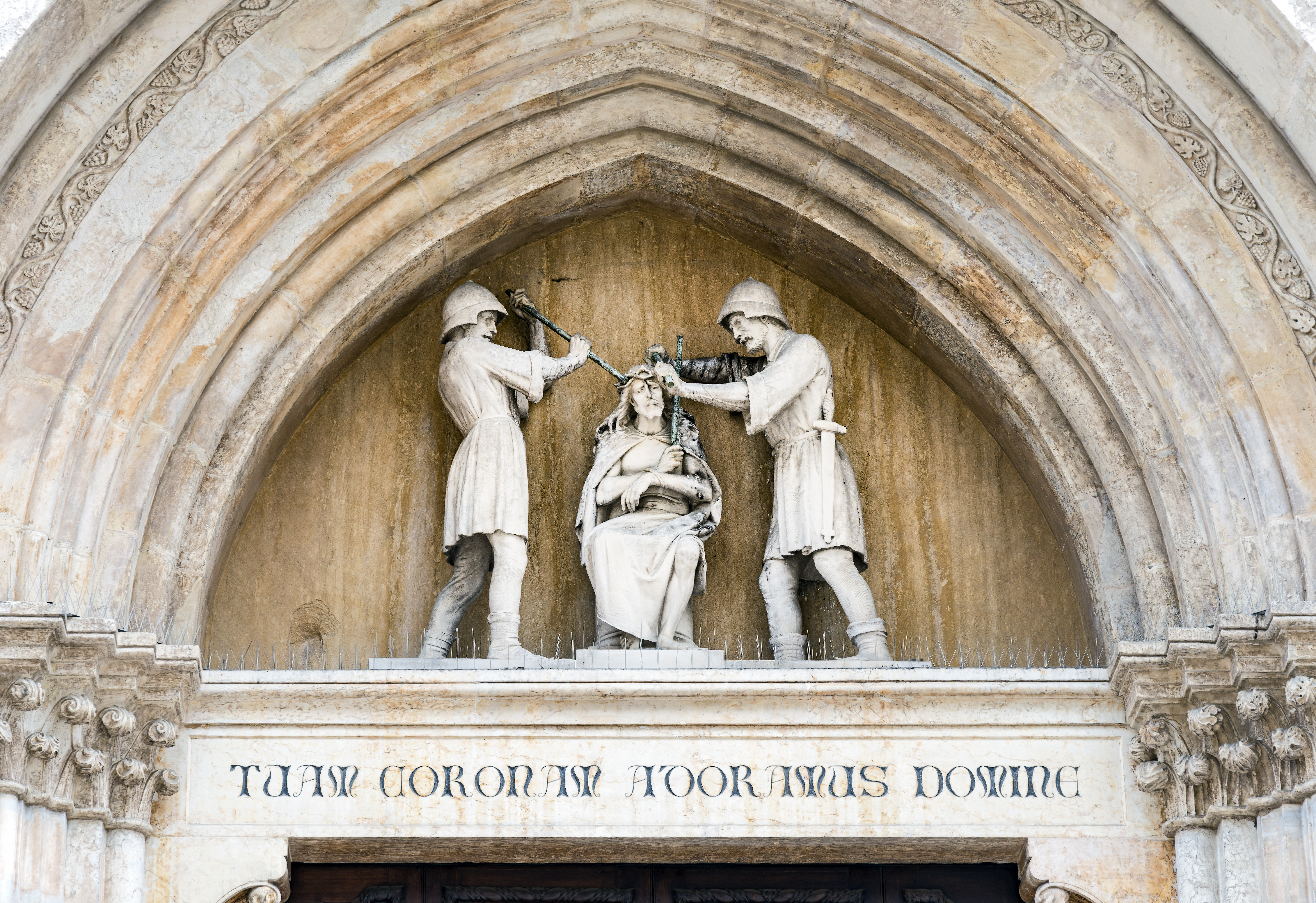
Lunetta sul portale d'ingresso (opera ottocentesca)
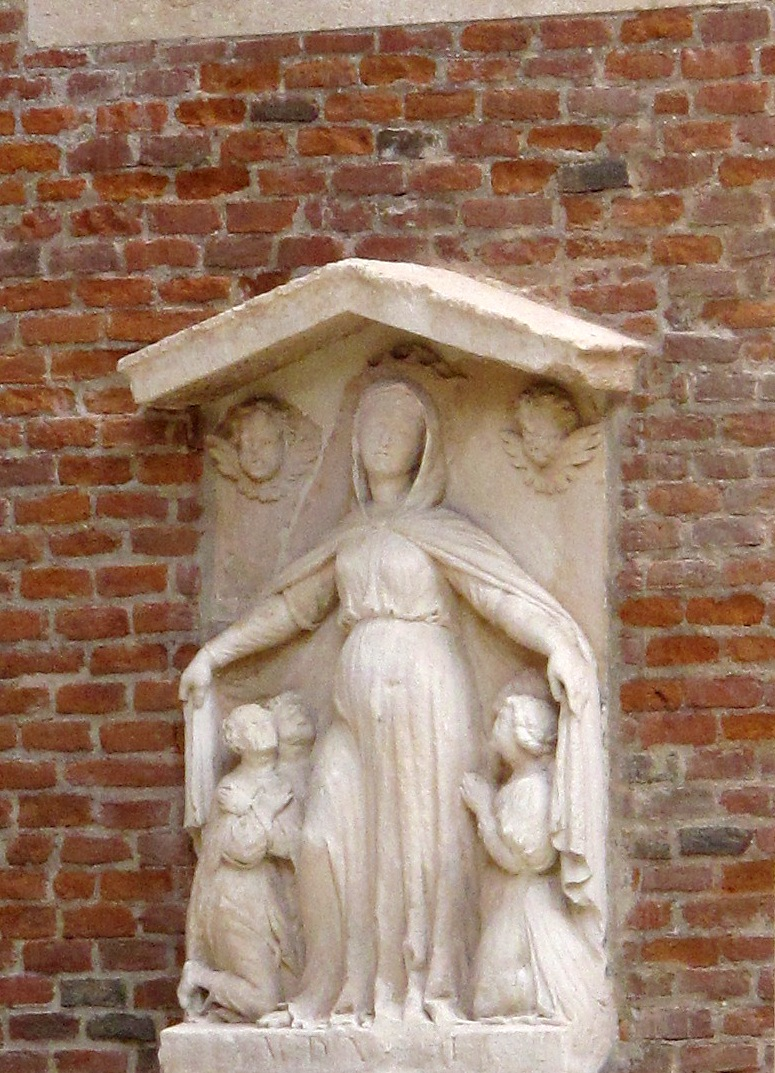
Madonna protettrice

### Interno

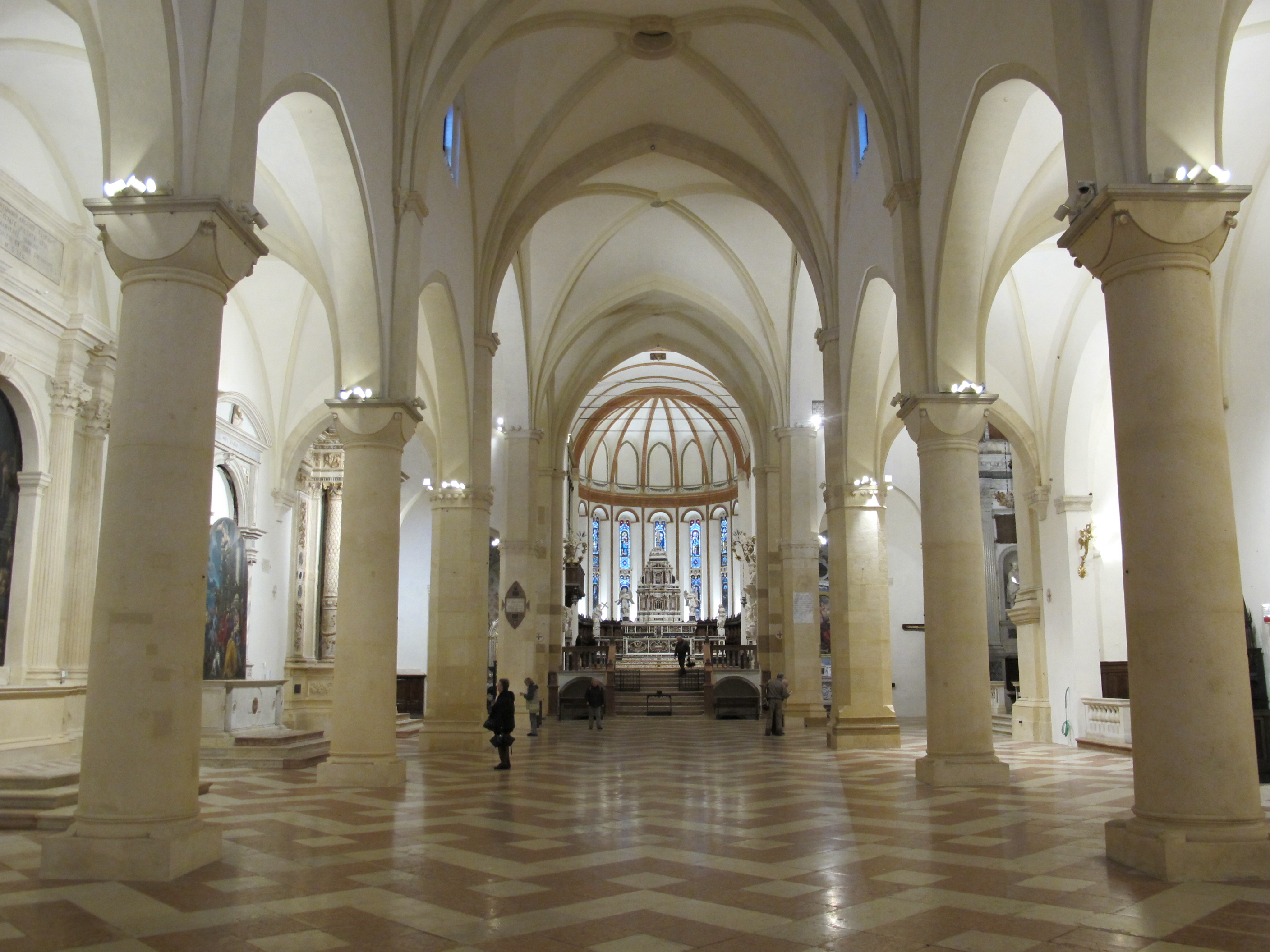
Navata

La pianta dell'interno si rifà nettamente all'impostazione propria degli ordini mendicanti, di derivazione cistercense. È a croce latina con alto transetto e suddivisa in tre navate; le due laterali terminano in absidi rettangolari, rispettivamente la Cappella della Sacra Spina a sinistra e la Cappella Thiene a destra, mentre l'abside centrale termina nella cappella maggiore arrotondata e allungata a fine Quattrocento. I primi pilastri sono rotondi con capitelli "a cubo", dagli angoli smussati da una foglia e dai caratteristici faldoni ricadenti a semicerchio.

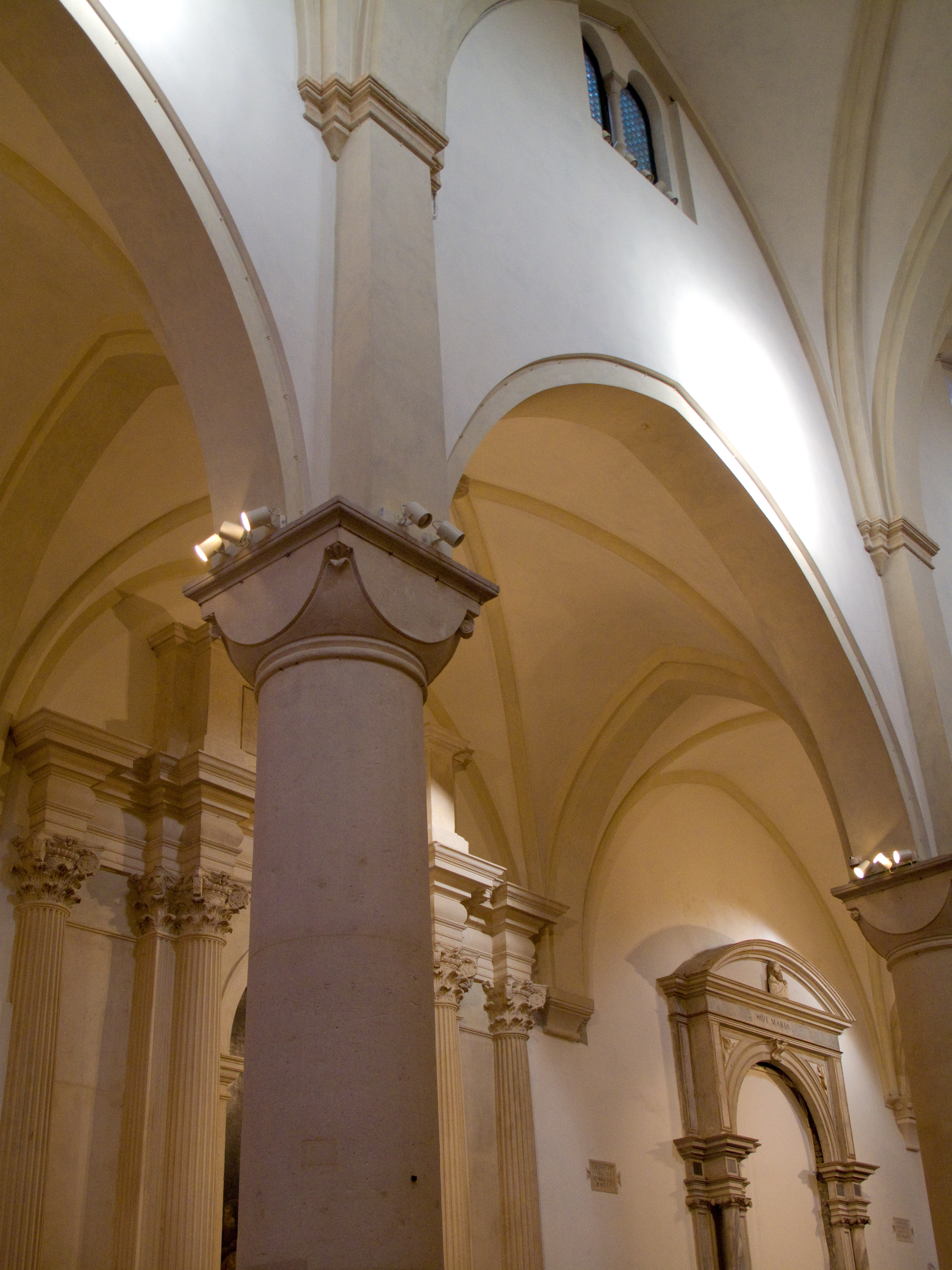
Navata
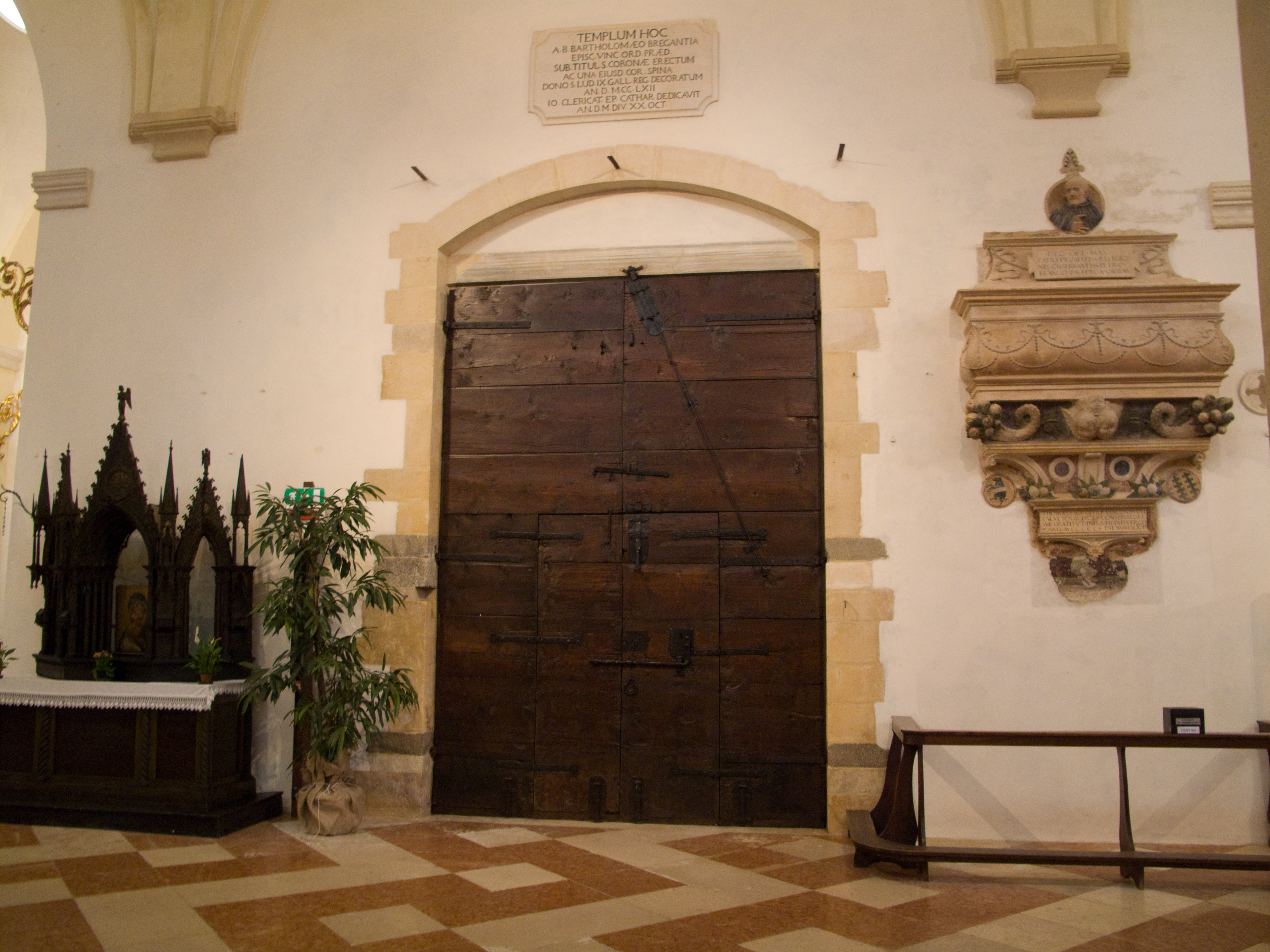
Antica porta laterale sotto la navata destra
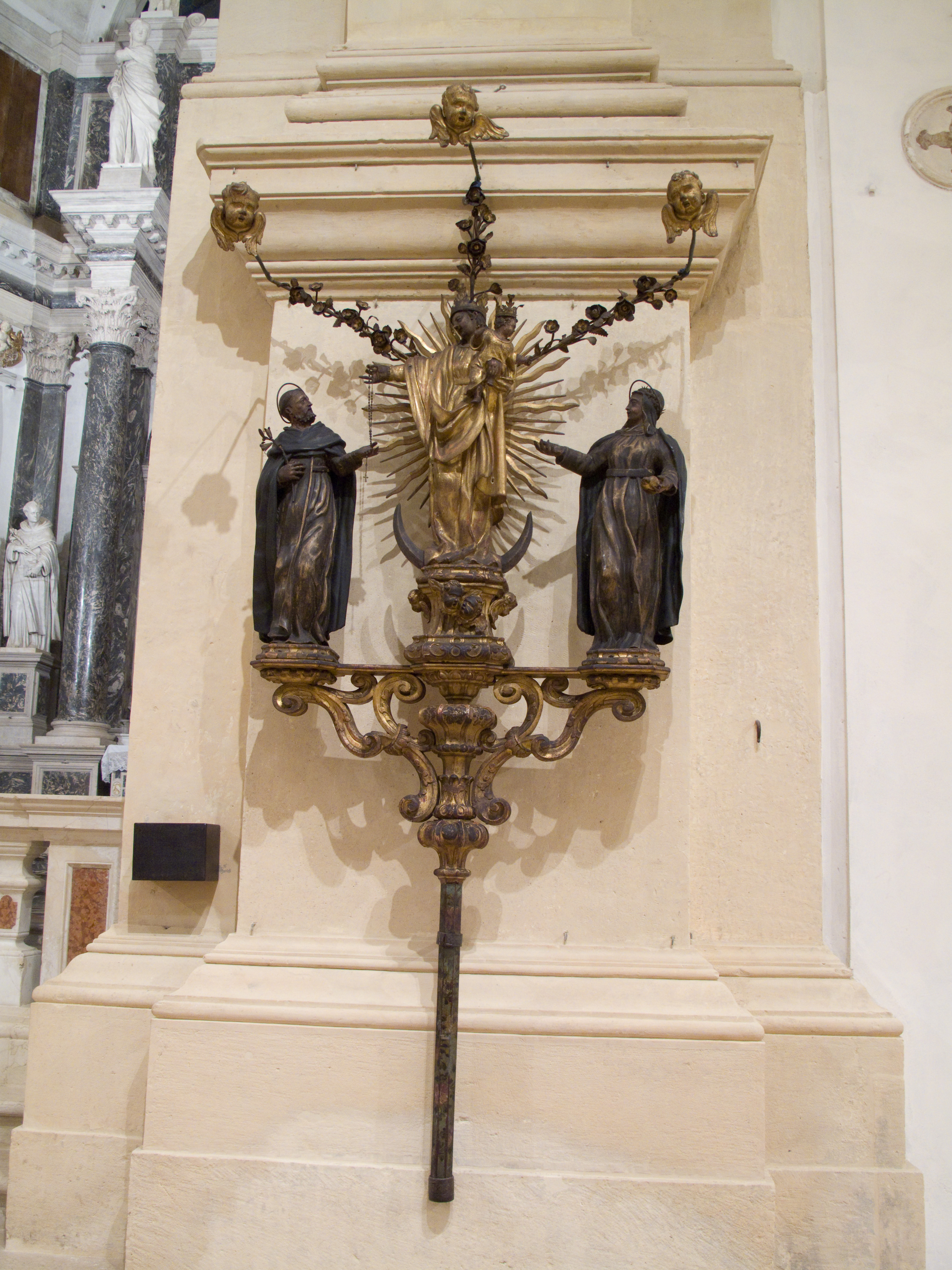
Croce

#### Controfacciata

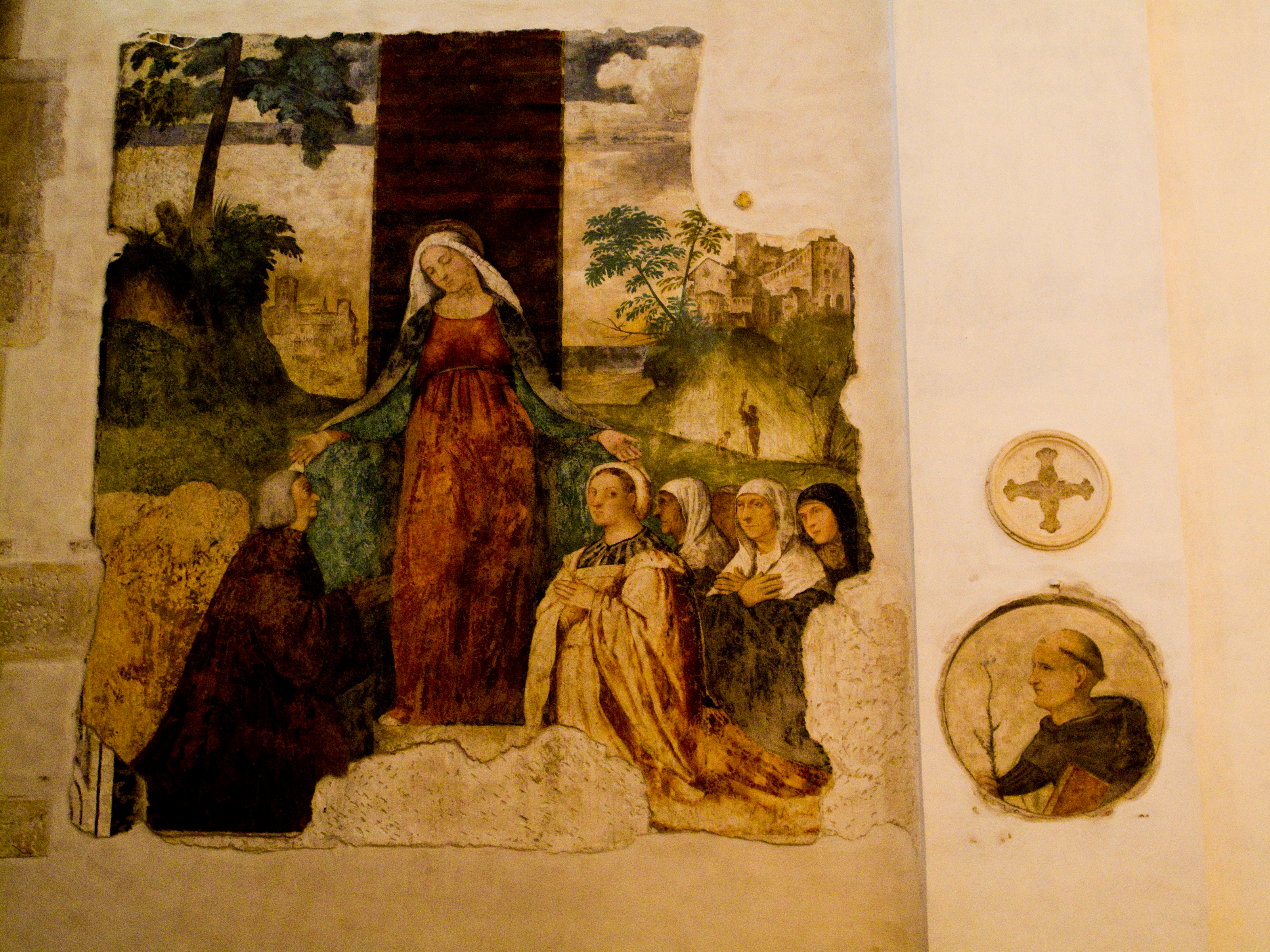
Controfacciata - Madonna della misericordia che protegge i fedeli della Confraternita dei Turchini

Sulla destra un interessante affresco del primo Cinquecento, raffigurante la Madonna della Misericordia che protegge i fedeli della Confraternita dei Turchini, attribuito a Marcello Fogolino ma probabilmente di Alessandro Verla, autore anche del vicino affresco con l'effigie del domenicano beato Isnardo da Chiampo. A sinistra della porta, un'urna funebre di Giulia moglie di Simone da Porto, dello stesso periodo storico; in alto due grandi tele di metà Settecento, raffiguranti la Madonna che protegge gli affiliati alla confraternita dei Turchini – che testimonia la persistenza di questa associazione a distanza di tre secoli – e l'Uccisione di san Pietro Martire.

#### Cripta e cappella Valmarana

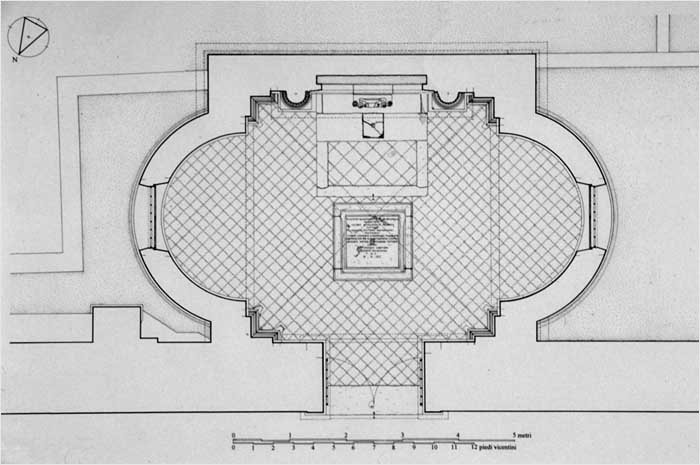
Pianta della cappella Valmarana (Bouleau 1999)

La cripta è opera di Lorenzo da Bologna che la costruì contemporaneamente alla cappella maggiore che la sovrasta. Vi si accede scendendo per due strette scale, che si trovano ai lati della gradinata del presbiterio; in quella di sinistra è murata la lapide della tomba di famiglia di Andrea Palladio. La volta della cripta a padiglione ribassato si appoggia su capitelli pensili: su quattro di questi - così come al centro della volta, dipinto in oro, rosso e blu - lo stemma dei Valmarana, che ne finanziarono la costruzione.
In un secondo settore della cripta il soffitto si articola in sette spicchi con costoloni piani ricadenti su capitelli pensili. Sul fondo la cornice in pietra della nicchia in cui era conservato, dal 1520 al 1850, il reliquiario della Sacra Spina. Sull'altare vi sono le statue in pietra – di gusto neoclassico e probabilmente eseguite da Girolamo Pittoni intorno al 1530 – del Redentore al centro, affiancato da san Luigi IX re di Francia e dal beato Bartolomeo da Breganze.
Per la Cappella Valmarana, pure in uno spazio estremamente ridotto, il Palladio seppe creare un'opera monumentale, ispirata ai monumenti funerari romani e che rivela strette affinità con la chiesa del Redentore che negli stessi anni egli ideò a Venezia. Per dare respiro alla cappella, egli costruì ai lati due alte absidi – nelle quali si aprono quattro oculi e due grandi finestre – armonizzate con lo spazio centrale dalla fascia di base e dalla cornice, sopra la quale si eleva la volta a crociera.
Ne risulta una sofisticata citazione del tablino della casa degli antichi romani.
Pressoché negli stessi anni, Palladio disegna le cappelle laterali della chiesa del Redentore a Venezia, mettendo in sequenza una serie di spazi sostanzialmente identici alla cappella Valmarana, quasi l'esempio vicentino ne fosse una sorta di prototipo.
Nella pala dell'altare è raffigurata l'Apparizione della Madonna a san Giacinto, santo al quale Leonardo Valmarana volle dedicare la cappella.

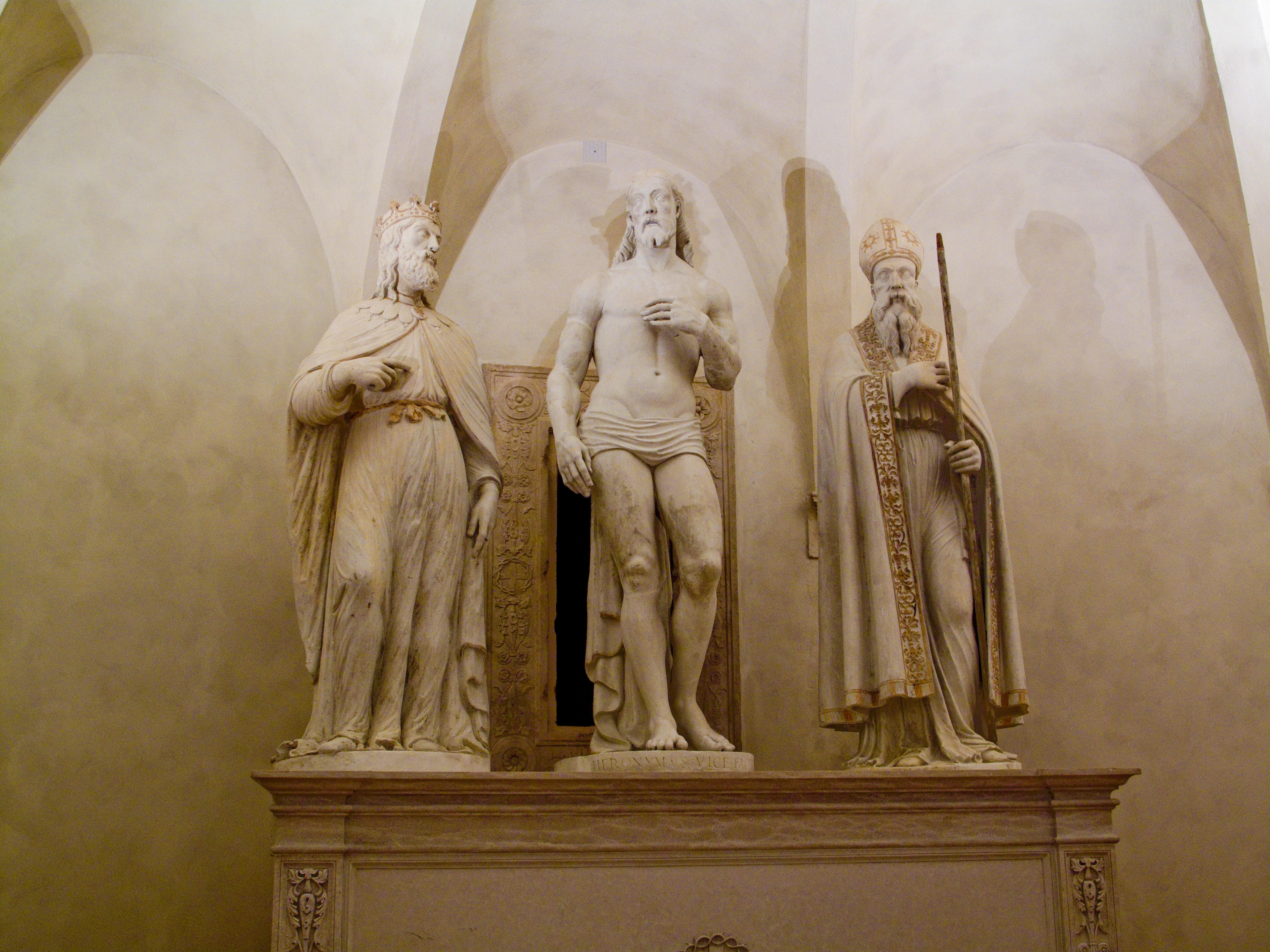
Statue del Redentore con san Luigi e il beato Bartolomeo, nella cripta
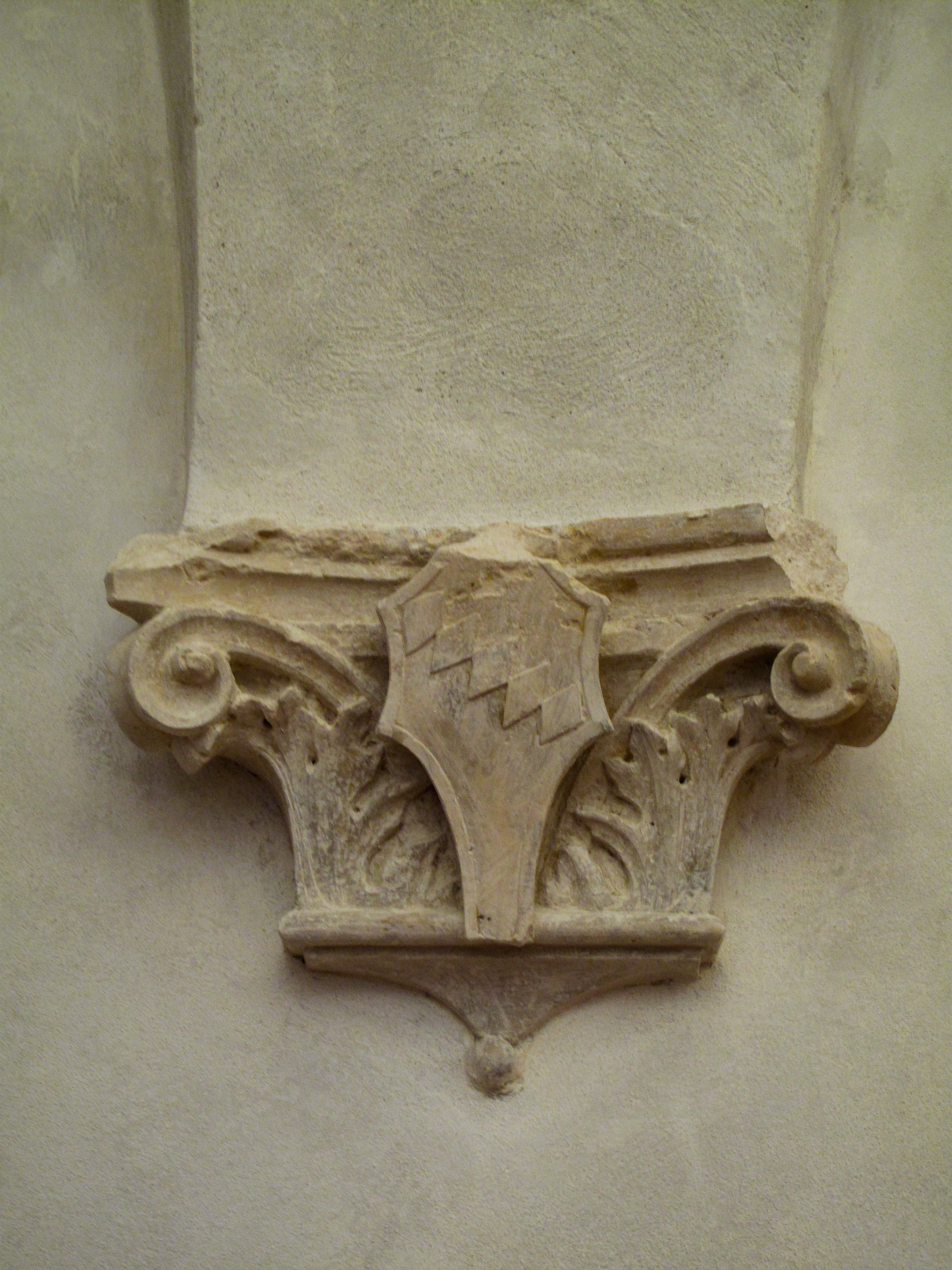
Stemma della famiglia Valmarana nella cripta
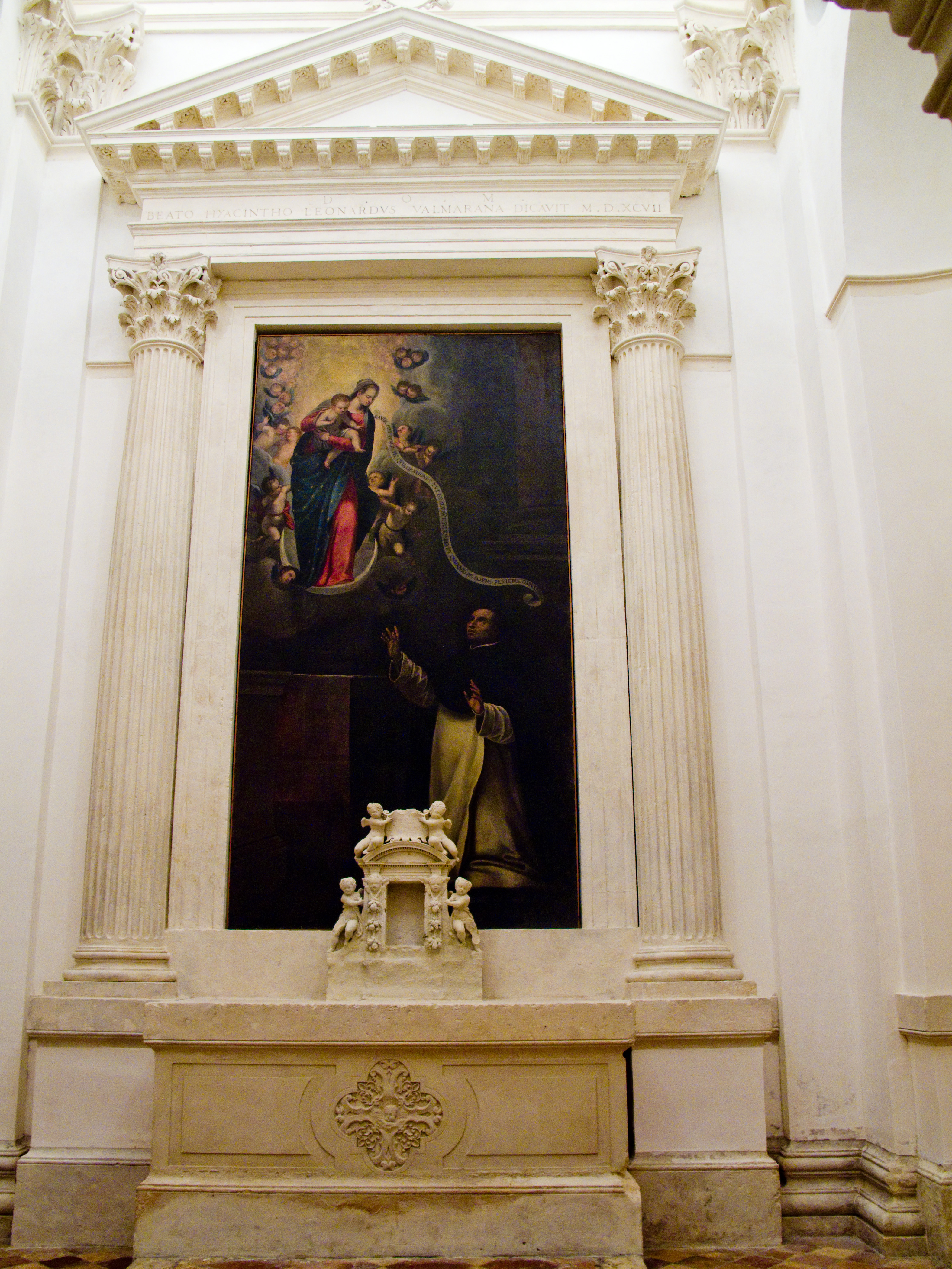
Cappella Valmarana

#### Cappella Sarego o di San Domenico

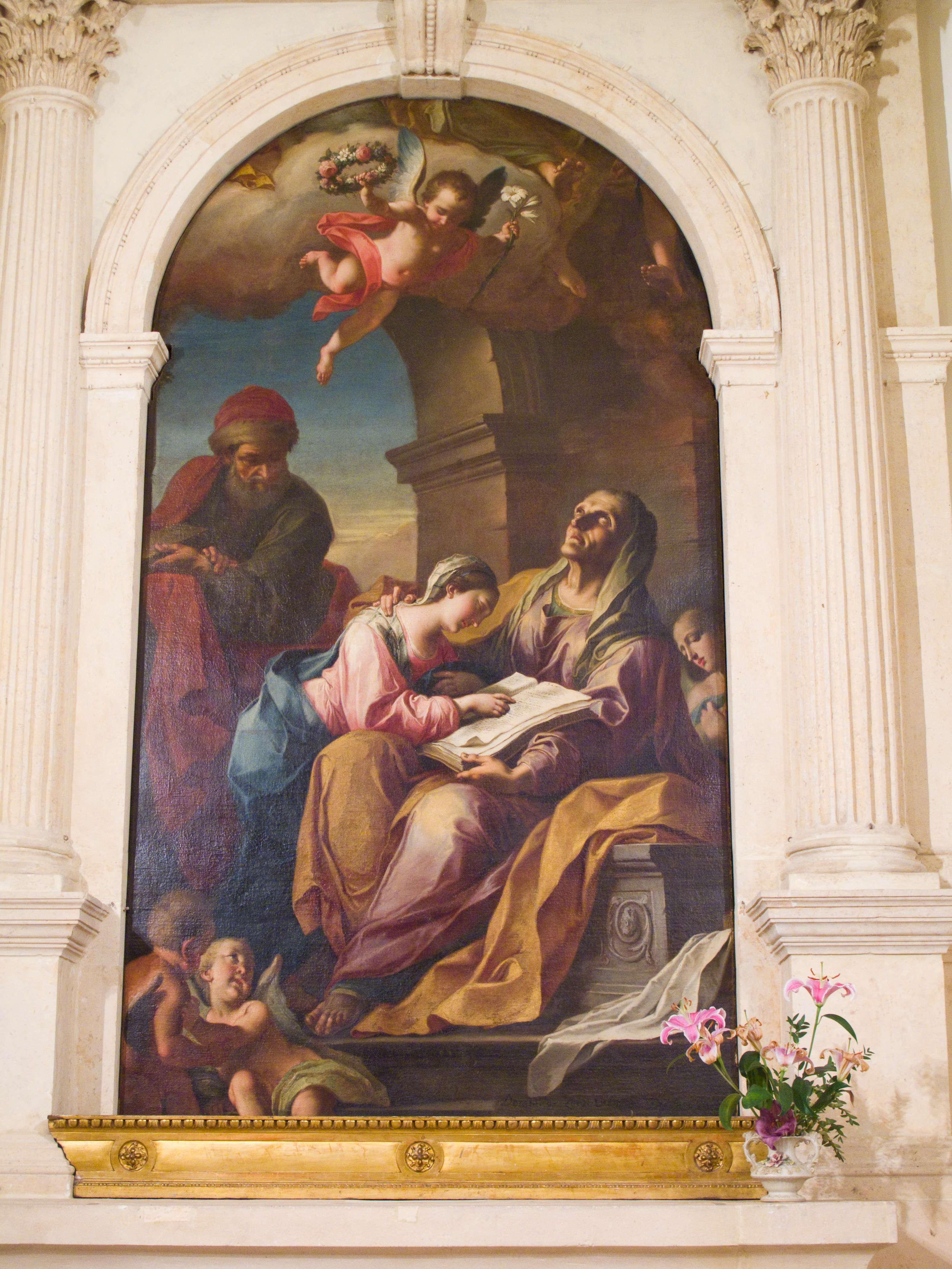
Pala della Cappella di san Pietro - Maria apprende la lettura da sant'Anna

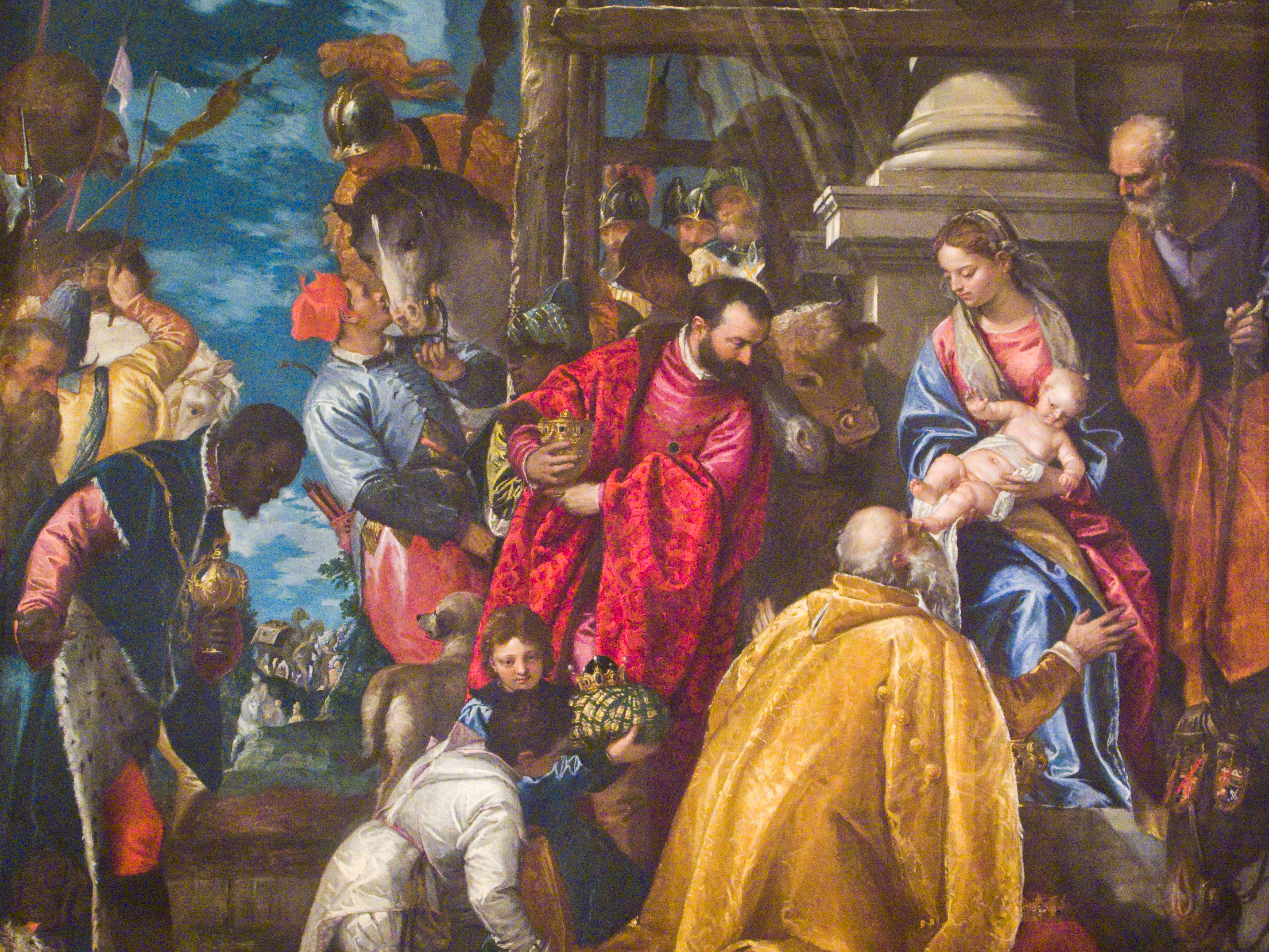
Pala della Cappella di san Giuseppe - L'adorazione dei Magi, di Paolo Veronese

La prima cappella destra fu costruita, nella prima metà del Quattrocento, per volontà di Cortesia da Sarego e in seguito dedicata a san Vincenzo Ferreri, un domenicano spagnolo; nel corso del Seicento (1656) venne invece intitolata a san Domenico e colmata di opere che riguardano questo santo e altri dell'ordine domenicano.
Ai lati dell'altare, sormontato da una modesta pala seicentesca raffigurante la Madonna che solleva l'immagine di san Domenico sono, a sinistra, il beato Isnardo da Chiampo con il crocifisso e il libro e, a destra, una tela attribuibile forse a Giovanni Bellini, che raffigura Giovanni da Schio. Alle pareti quattro tele attribuite a Costantino Pasqualotto, con i Miracoli di san Domenico.
Sul pilastro tra la prima e la seconda cappella un dipinto, attribuito a Francesco Maffei, originale per la tecnica di olio su pietra, raffigurante il Beato Matteo Carrerio, frate predicatore, che costruì il convento domenicano di Santa Corona.

#### Cappella Angaran o di San Pietro
Della seconda metà del Quattrocento, la seconda cappella destra fu fondata dalla Congregazione di San Pietro Martire; un secolo dopo passava sotto il patronato della famiglia Angaran.
L'ottocentesca pala dell'altare – qui trasportato nel 1858 dalla sconsacrata chiesa di San Faustino – rappresenta la Vergine bambina che apprende la lettura da sant'Anna, presente san Gioacchino, del veronese Domenico Zorzi.
La porta della chiesa, che si apre fra la seconda e la terza cappella e dà accesso all'antico cimitero dei frati, ora giardino, è presumibilmente della metà del Trecento. Sopra la porta un'iscrizione ricorda Luigi IX di Francia che donò la reliquia della croce, il beato Bartolomeo da Breganze fondatore della chiesa e il vescovo Chiericati che la consacrò nel 1504. Ai lati due ritratti di papi domenicani.

#### Cappella di san Giuseppe
La cappella – la terza a destra – fu costruita nell'ultimo decennio del Settecento, dopo aver sfondato la parete sulla quale era murata l'urna con le spoglie del beato Bartolomeo da Breganze, ora nella Cappella della Sacra Spina. Durante i restauri di metà Ottocento vi venne collocato un altare, con colonne scanalate e timpano triangolare, eretto intorno al 1570 e opera di artisti della bottega di Pedemuro San Biagio; assieme all'altare venne traslata l'Adorazione dei Magi della maturità di Paolo Veronese, una tela di altissima qualità e di grande suggestione, che esercitò una notevole influenza sull'ambiente vicentino e in particolare sulla formazione di Francesco Maffei. La composizione dell'opera, ad andamento verticale, vede nel registro inferiore una sorta di carovana che procede da sinistra ed accompagna lo sguardo del fedele verso la Sacra Famiglia posta a destra della scena tra cui spicca per bellezza la Madonna con una svettante colonna alle spalle. Nella parte superiore si evidenzia un metafisico squarcio di luce, segno tangibile dell'Epifania e contrapposto ad un cielo scuro con striature di blu. La luce, da protagonista, sapientemente mette in risalto le strutture architettoniche e le ricche vesti dei personaggi.

#### Cappella della Vergine del Rosario

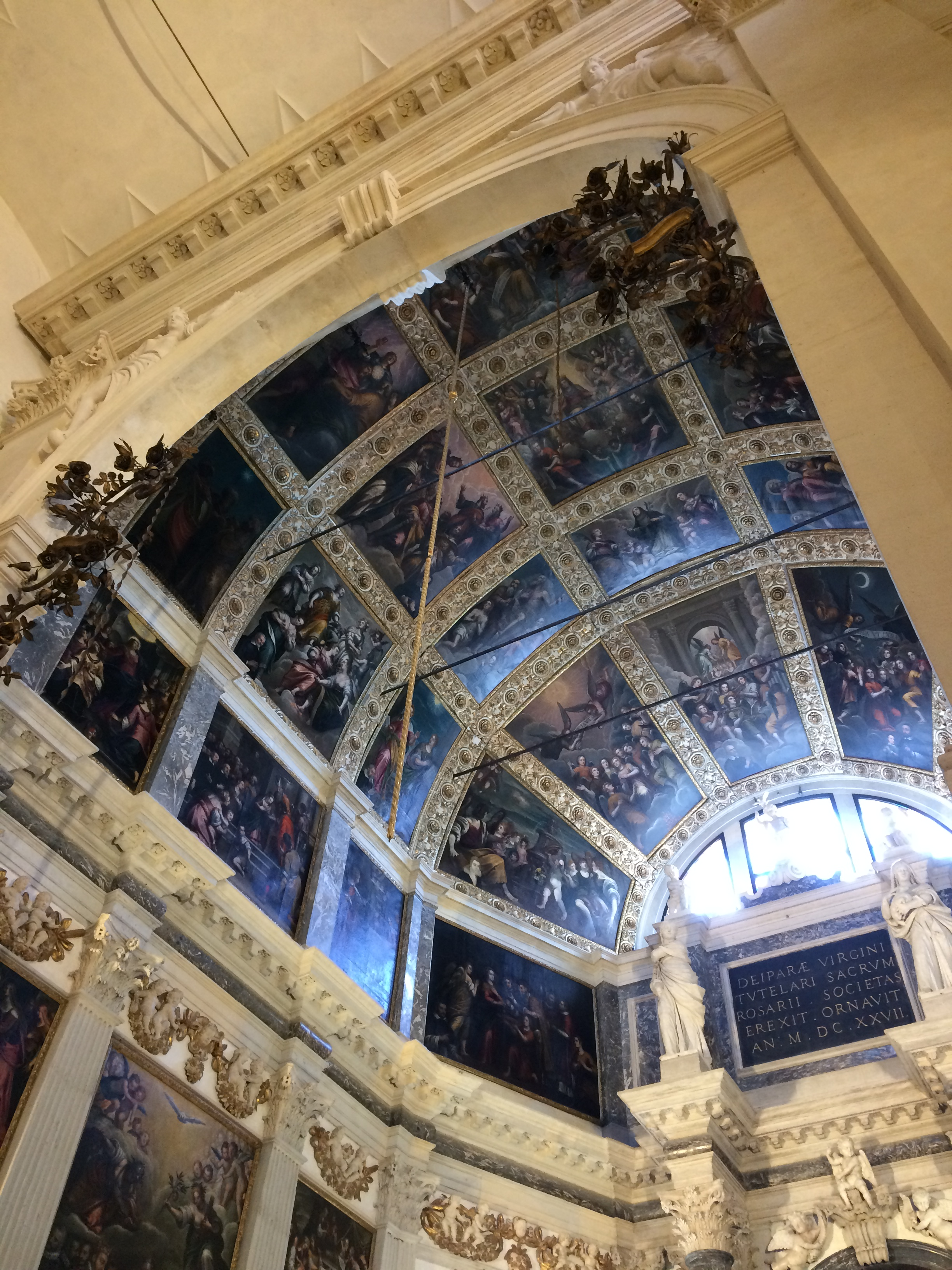
Cappella del Rosario, volta

Come ringraziamento della vittoria alla battaglia di Lepanto, alla quale Vicenza aveva contribuito con due navi, la Confraternita del Rosario fece erigere questa grande cappella – la quarta cappella a destra – terminata nel 1619, sul luogo occupato in precedenza da due cappelle quattrocentesche, più piccole, dei Nievo e dei Monza. Per dare slancio in altezza e per saldare la cappella alla chiesa fu abbattuta la volta della navata destra, sostituendola con un più alto soffitto dal grande effetto scenografico; imponente è l'arco di ingresso verso la navata, ripetuto all'interno.
Dieci anni dopo fu eretto il maestoso altare di marmi chiari e grigi, su cui sono collocate le statue policrome di San Tommaso e di Santa Caterina da Siena – i titolari delle due precedenti cappelle – che affiancano la Vergine del Rosario, dalla cui corona di stelle partono raggi luminosi che percorrono tutte la nicchia. Nell'intradosso della nicchia quindici ottagoni dipinti con i Misteri del Rosario. Sopra la ghiera dell'arco, i tre angioletti simboleggiano la Verginità di Maria Misericordiosa (con l'attributo del cedro), la Grazia divina (con la cornucopia) e la Prudenza (con lo specchio e il serpente). Le due statue sulla trabeazione sono allegorie della Mansuetudine (stringe fra le braccia un agnello) e della Temperanza (affiancata da un cammello). Sopra l'attico tre putti simboleggiano la Purezza (con la colomba), lo Spirito Santo (la colomba si poggia con le ali spiegate sul capo), la Provvidenza (con il timone).
Ai lati della cappella, quattro grandi statue poste su piedistalli, tutte di Giambattista Albanese o della sua scuola, come quelle poste sopra l'altare e l'impianto architettonico complessivo.
Interessante la ricca decorazione - attualmente in fase di restauro - sottostante alla volta, caratteristico esempio della pietà mariana nel clima religioso della Controriforma nel Veneto; in essa pitture ispirate ai vangeli apocrifi e al Cantico dei cantici, realizzate per la maggior parte da Alessandro Maganza e dalla sua bottega. Sulle pareti scene della vita di Maria e la battaglia di Lepanto (La Lega contro il Turco di Giambattista Maganza e Trionfo di Sebastiano Venier di Alessandro Maganza). Il soffitto è suddiviso in quattro fasce da lacunari lignei, entro cui sono disposte le tele, che spesso rappresentano in basso i ritratti o gli stemmi dei committenti della Confraternita del Rosario. Nella prima fascia, partendo dal fondo, sono rappresentati gli attributi della Vergine ispirati alle litanie lauretane. Nelle altre fasce Sibille, Santi, allegorie delle Virtù, Evangelisti.

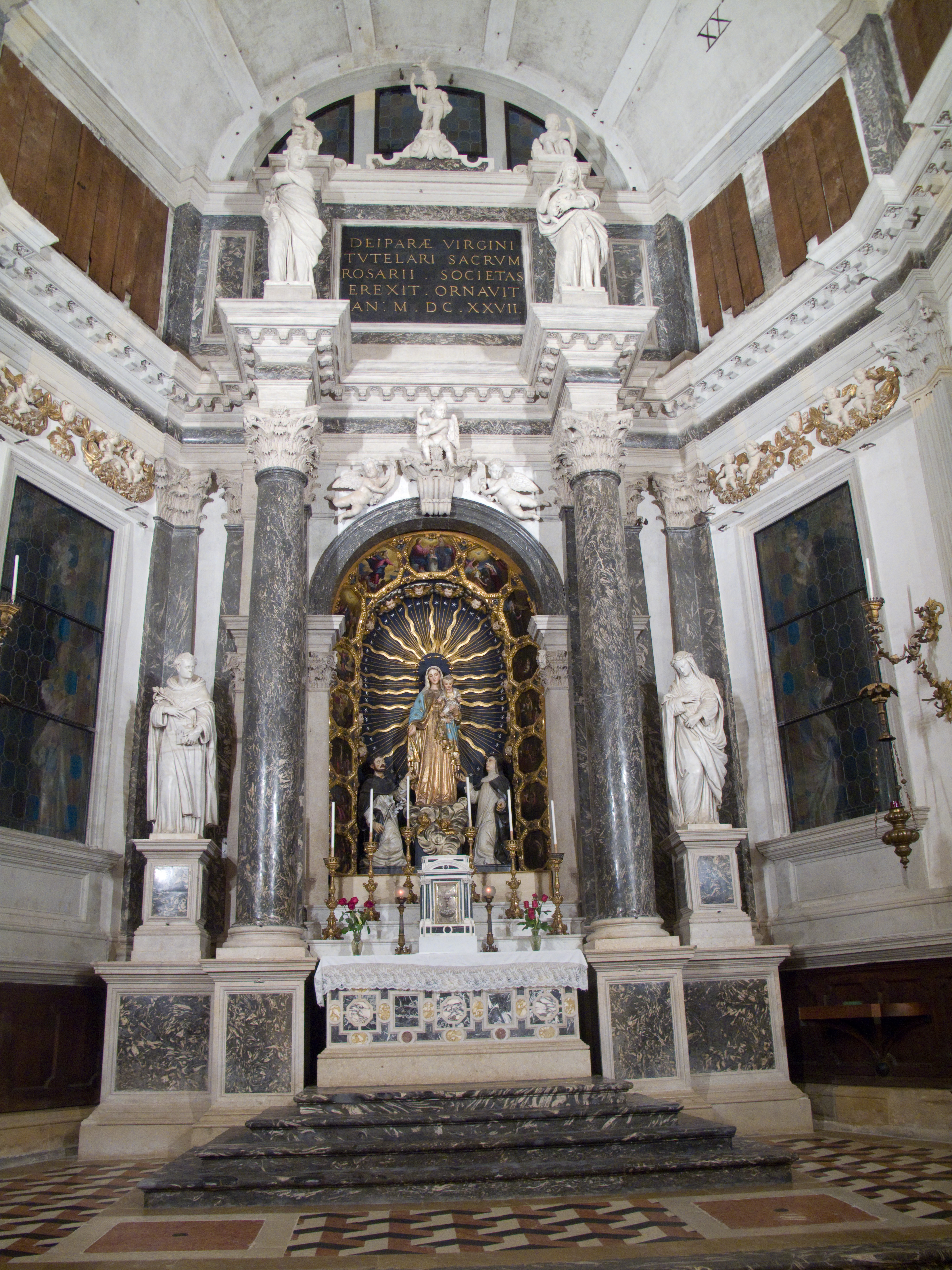
Cappella del Rosario, altare
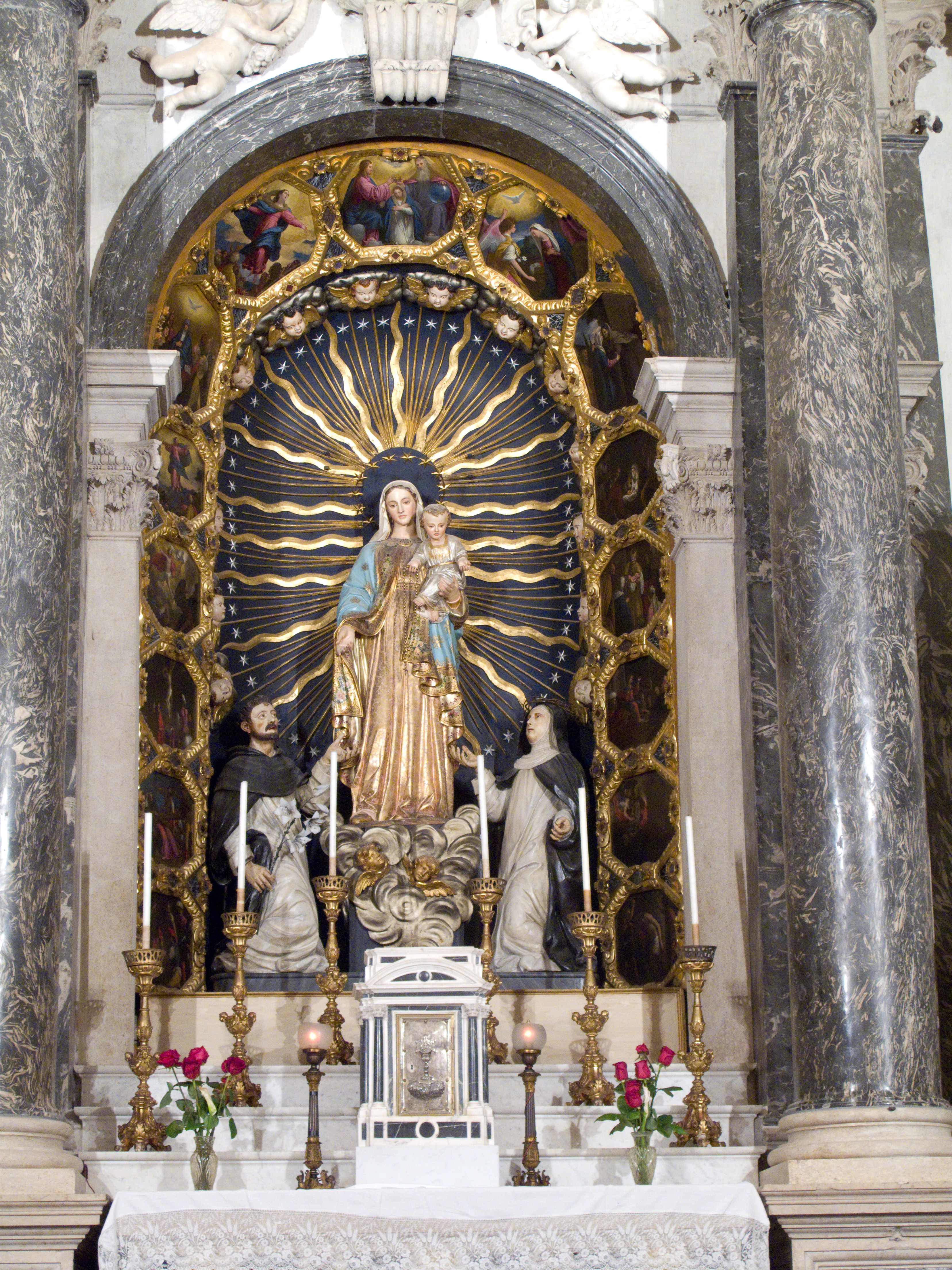
Cappella del Rosario, pala dell'altare
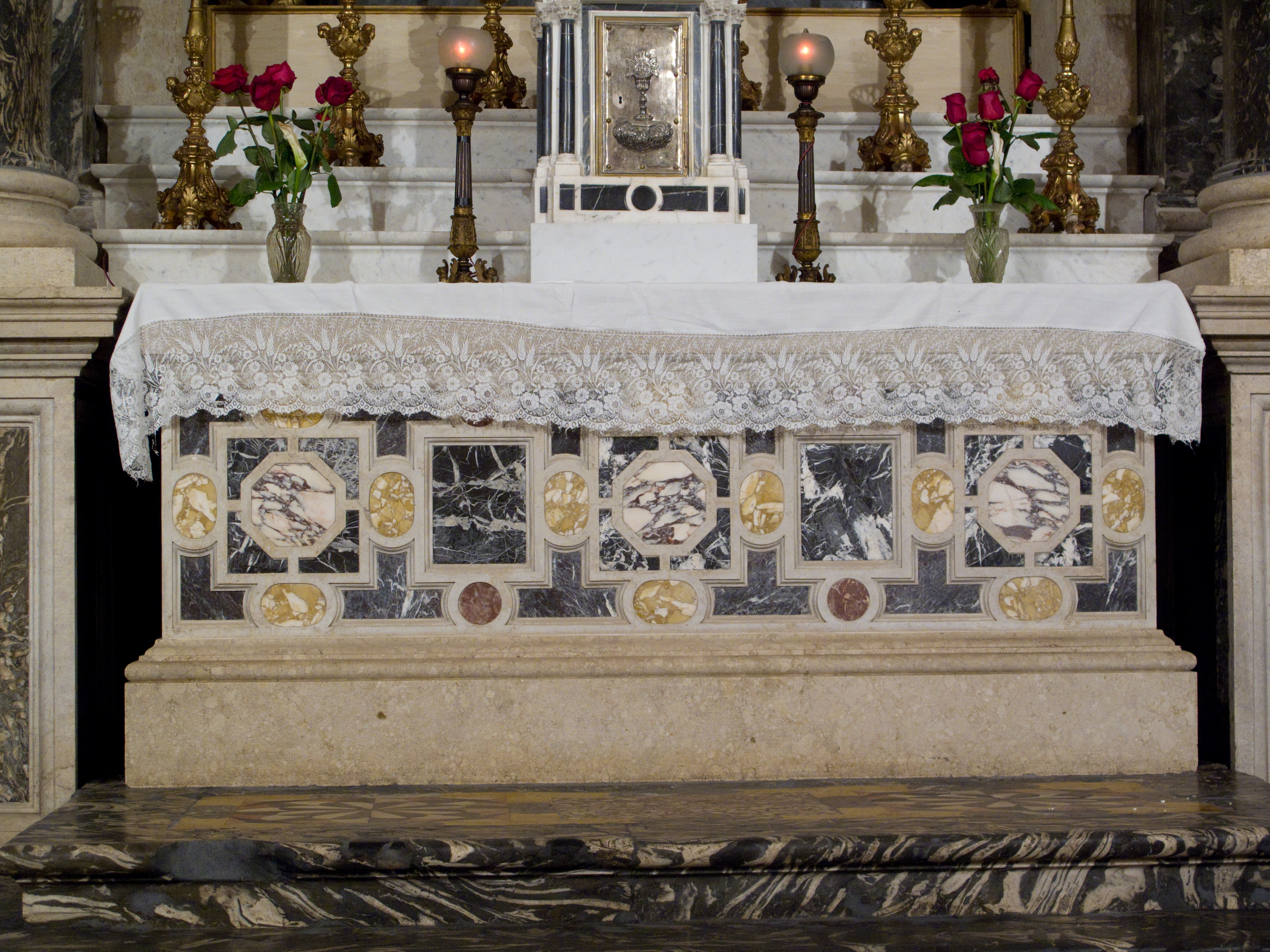
Cappella del Rosario, paliotto dell'altare

#### Cappella Barbarano o di san Vincenzo

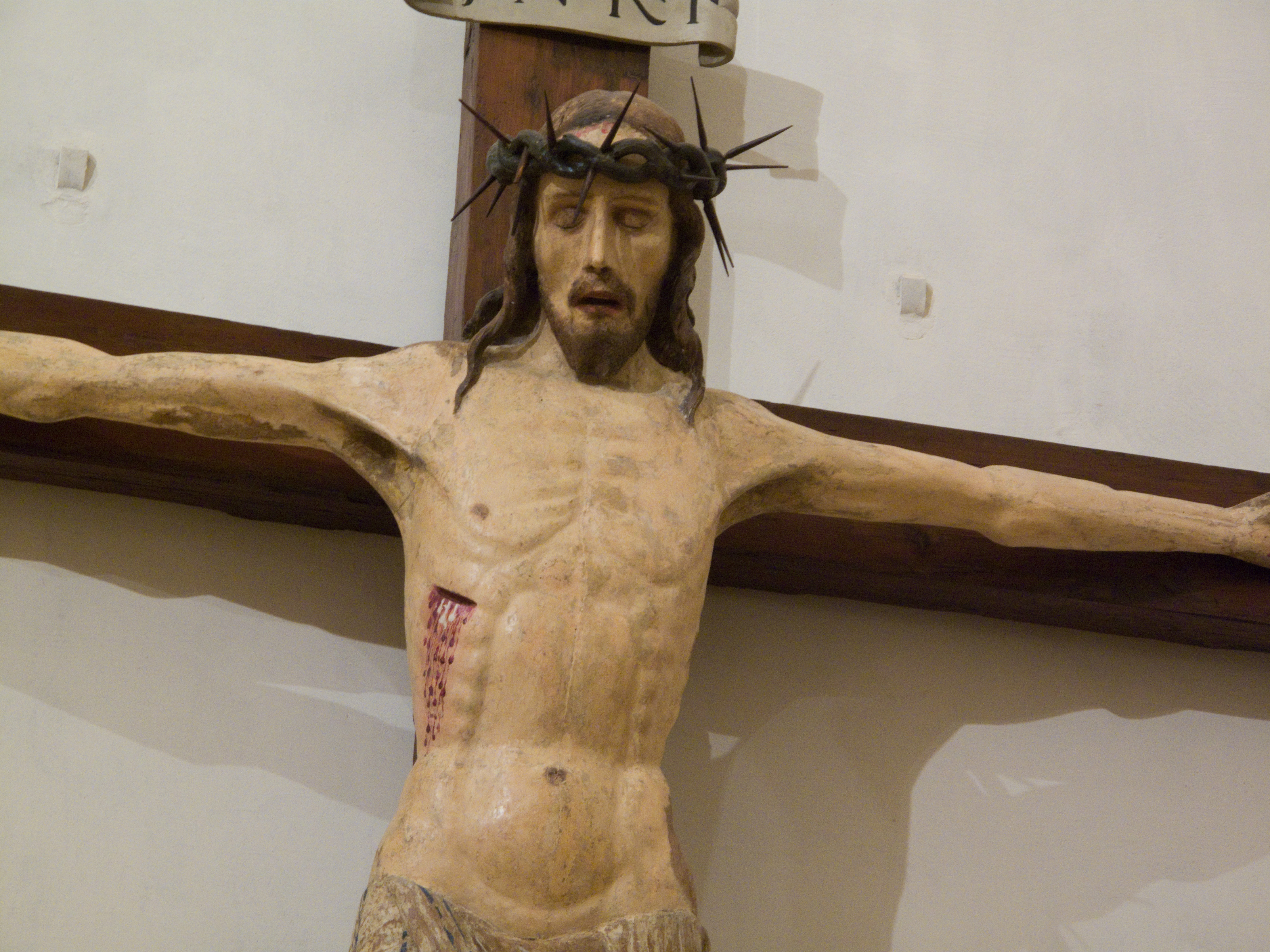
Crocifisso del Trecento nella Cappella Barbarano

Il braccio destro del transetto è costituito dalla cappella commissionata nel 1482 da Cristoforo Barbaran a Lorenzo da Bologna, realizzata nello stesso periodo in cui l'architetto rinascimentale stava costruendo la cappella maggiore e la cripta della chiesa, anche se di questa primitiva struttura resta visibile solo, all'esterno, l'abside poligonale, mentre l'interno fu rimaneggiato un secolo più tardi o dall'Albanese o, più probabilmente, da Vincenzo Scamozzi.
Nel Settecento la primitiva dedicazione alla Vergine e ai santi Vincenzo e Girolamo fu mutata in quella di san Vincenzo Ferreri, cui furono dedicati il nuovo altare e la pala che lo sovrasta, in cui il santo domenicano viene raffigurato mentre gli appare Maria venerata dai due santi precedenti, probabile opera di Antonio De Pieri o della sua bottega.
Sulla parete sinistra un crocifisso in legno della fine del XIII secolo e la lastra tombale di Ognibene dei Mironi da Barbaran, opera del 1298, con lo stemma della famiglia. Sempre sulle pareti, due ritratti settecenteschi di papi appartenenti all'ordine domenicano.

#### Cappella Thiene o dei santi Pietro e Paolo

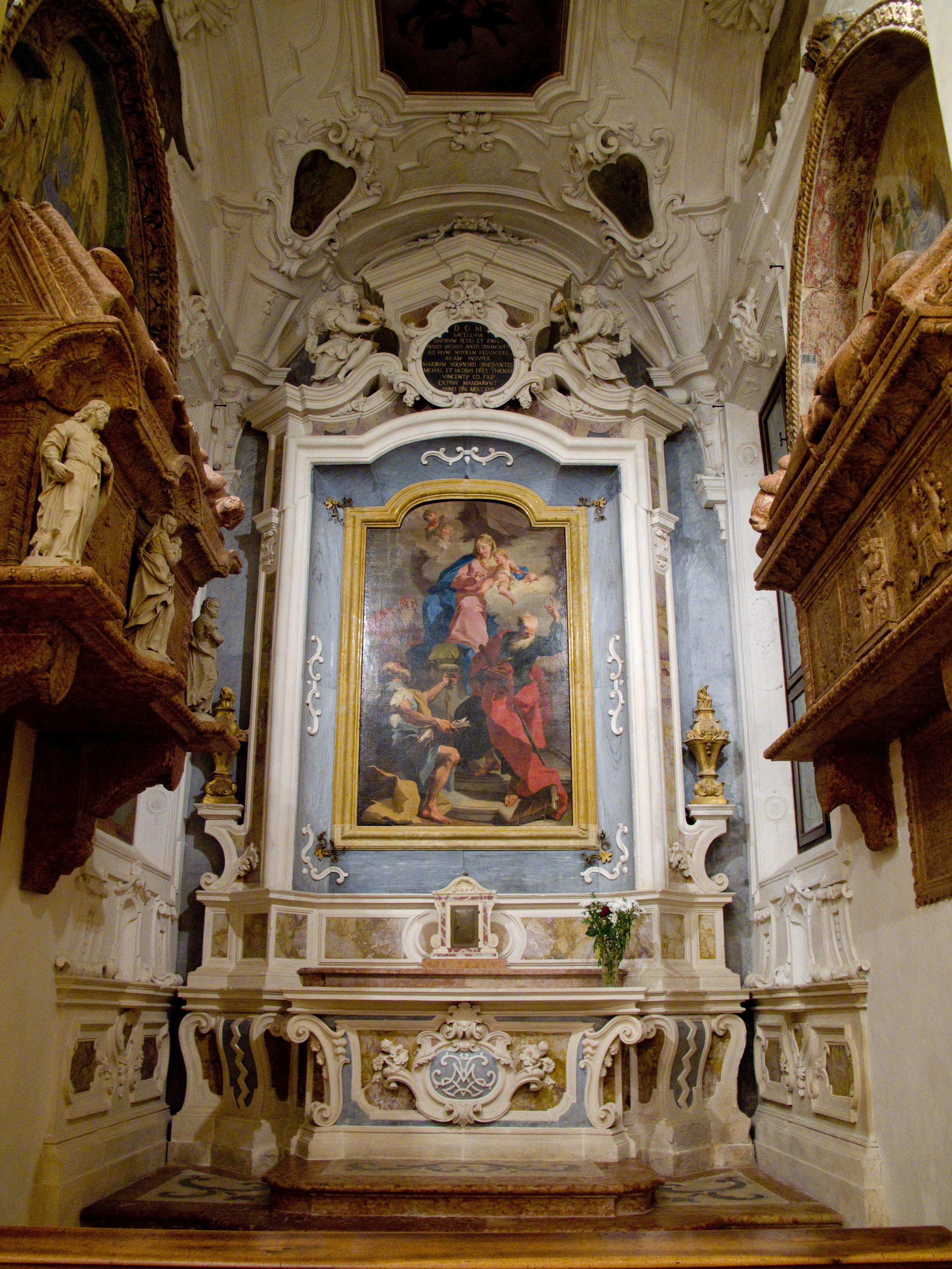
Cappella Thiene - altare

Conclude la navata destra, mantenendo ancora l'originale pianta duecentesca rettangolare. La cappella era in origine di stile tardo-gotico ed era chiamata aurea, per le pareti dipinte con figure di santi "miste a oro" e il soffitto azzurro seminato di stelle e illuminato da un grande raggio dorato. 
Essa fu concessa nel 1390 al cavaliere Giovanni Thiene che nel 1415 fu sepolto nell'arca, da lui stesso predisposta, collocata sulla parete sinistra della cappella, adornata da tre statue di marmo, di epoca più tarda. 
Sulla parete destra invece è l'arca del cavaliere Marco Thiene, prozio di Giovanni, decorata da un'immagine della Madonna col bambino. I due sarcofagi sono tra le opere più significative della scultura veneta tra la fine del Trecento e i primi anni del Quattrocento. I defunti sono distesi con le mani giunte, completamente vestiti dell'armatura e con a fianco la spada; ai loro piedi giace un cane simbolo di fedeltà. I sarcofaghi recano sulla parete frontale immagini a bassorilievo di elmi e stemmi. 
Sopra le arche vi sono due lunette a bassorilievo, in stile gotico fiorito, affrescate al loro interno. Negli affreschi i due cavalieri sono raffigurati in maniera speculare, in ginocchio, mentre vengono presentati da un santo alla Madonna in trono con il Bambino, con a fianco altri santi, probabili opere del pittore lombardo Michelino da Besozzo.
L'intera cappella fu ristrutturata agli inizi del Settecento, perché versava in cattive condizioni, rinnovata secondo il gusto rococò di Francesco Muttoni, che diede assistenza al rimaneggiamento; fu posto un nuovo altare, sul quale spicca la pala con la Madonna in trono col Bambino venerata da san Pietro e san Paolo, con San Paolo che visivamente richiama il papa Pio V, fautore della Lega santa che portò alla battaglia di Lepanto, opera di Giambattista Pittoni.

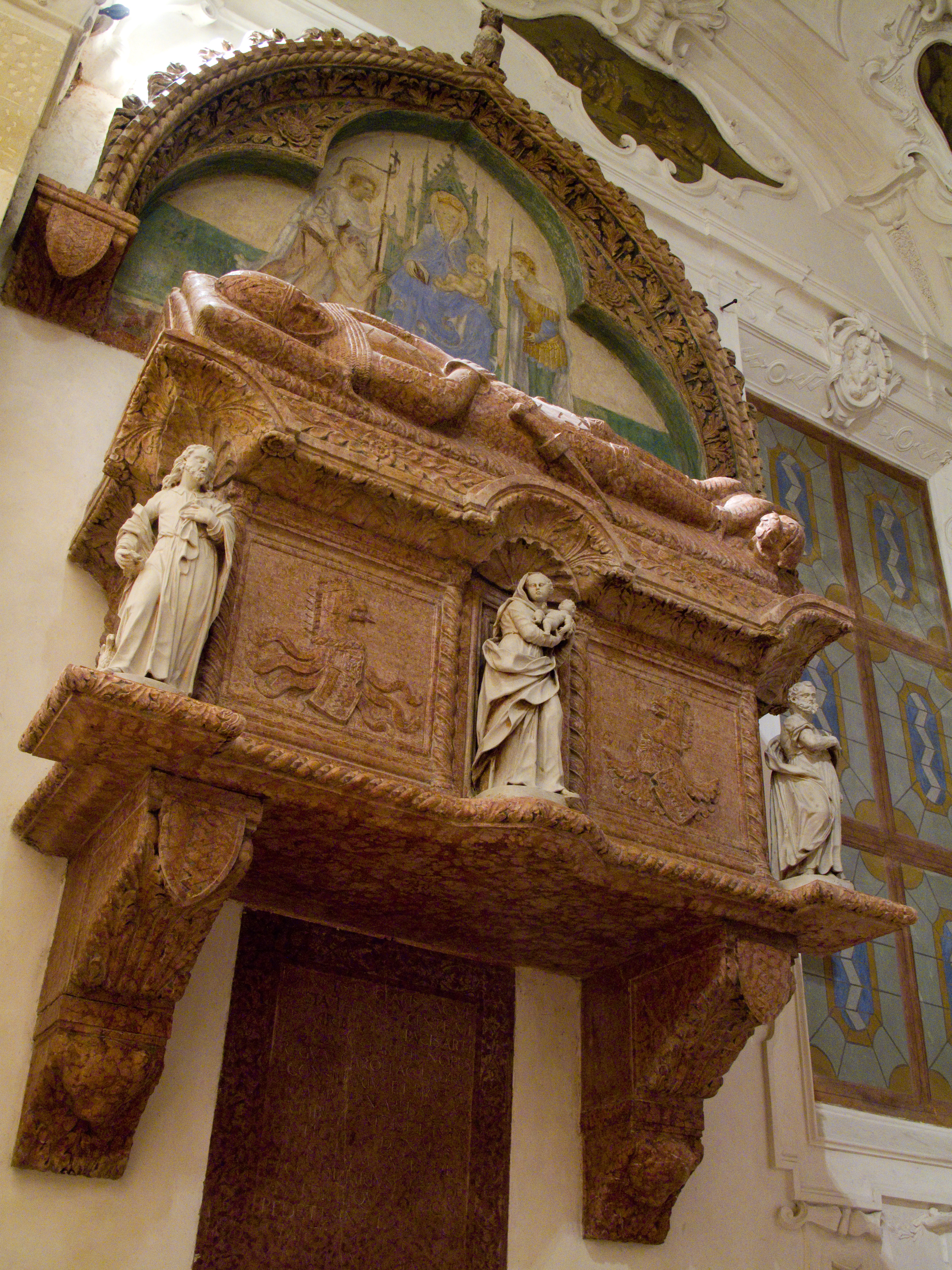
Arca di Giovanni Thiene

#### Cappella maggiore e presbiterio

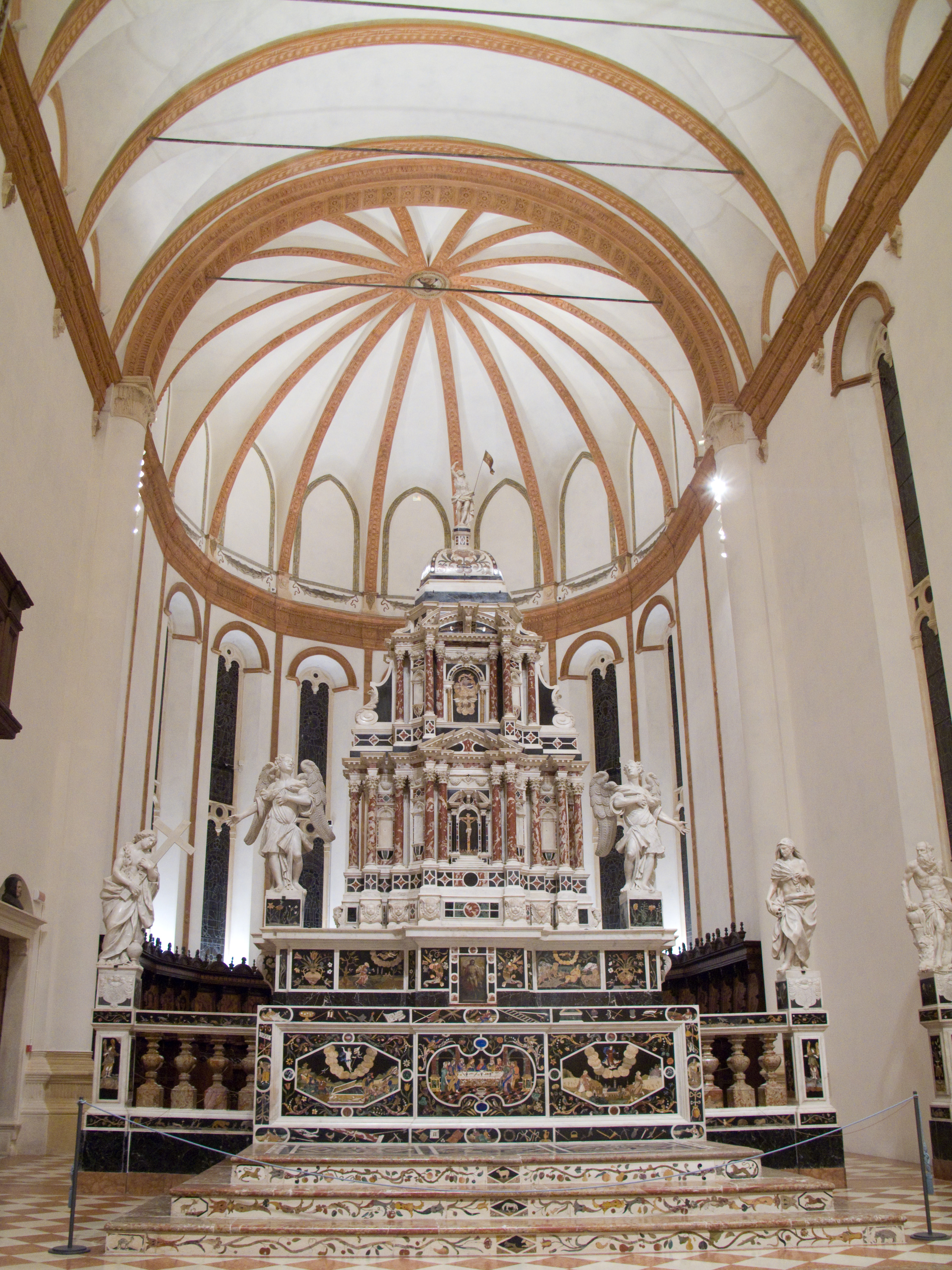
Cappella Maggiore e altare centrale

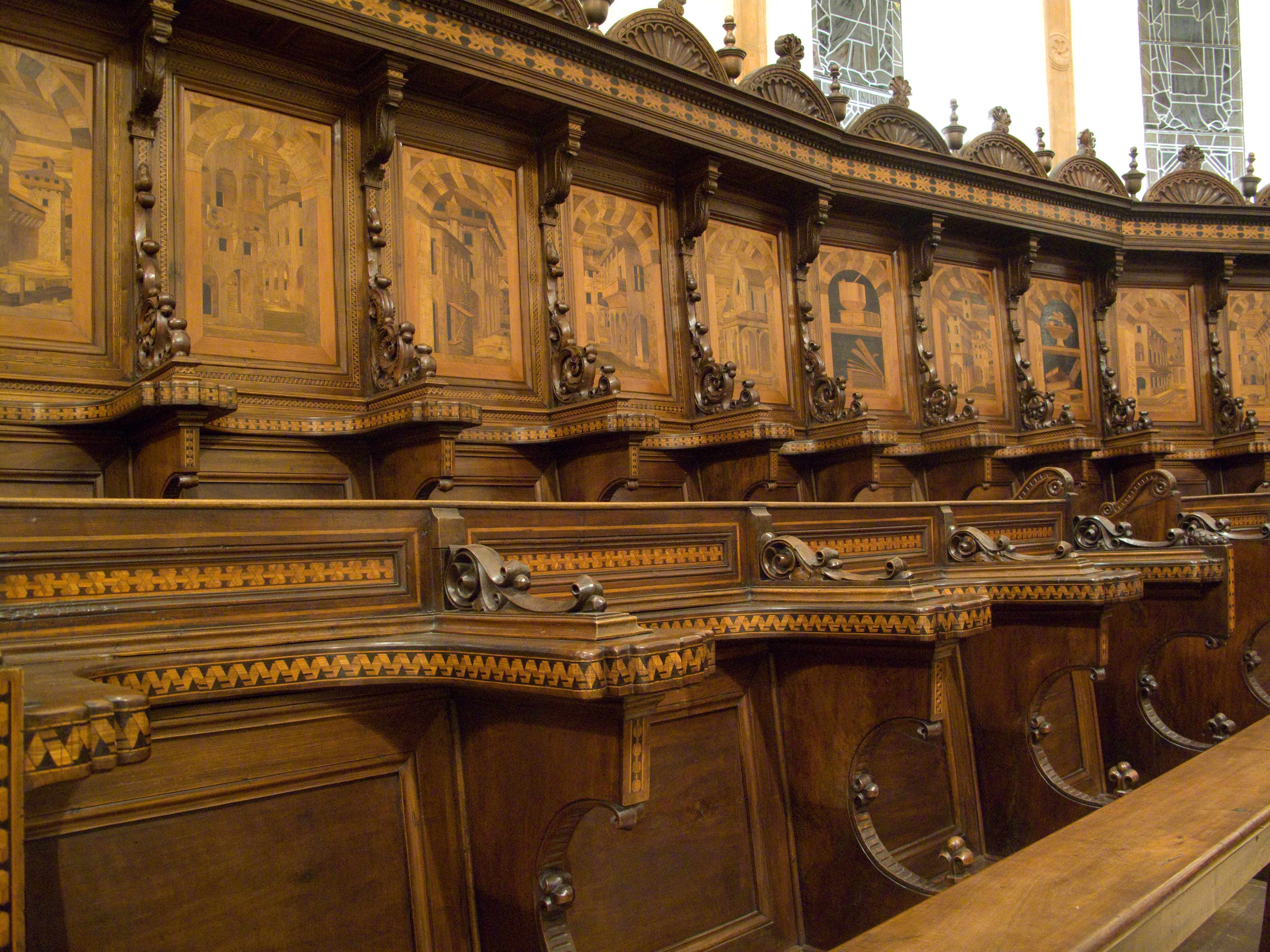
Coro nella cappella maggiore

Abbattuta la parete di fondo della navata principale, nel 1478 iniziarono i lavori per costruire il presbiterio e l'abside della cappella maggiore - che venne concessa in patronato alla famiglia Sesso e realizzata dall'architetto Lorenzo da Bologna - lavori che si conclusero con la consacrazione della cappella nel 1504.
La cappella – cui si accede da un'ampia scalinata a gradini di marmo bianchi e rossi alternati – si compone di due settori: il primo è il presbiterio rettangolare, introdotto da un arco rivestito di formelle in cotto e ricoperto da una volta a botte; il secondo settore, quello del coro, cui si accede dopo un secondo arco, è dato dall'abside poligonale a sette lati. I due settori vengono collegati dall'alto cornicione in cotto; ai lati, alcune arche contengono le spoglie di appartenenti alla famiglia Sesso il cui stemma gentilizio è presente in molti punti della cappella. Tipico delle chiese vicentine è il pavimento a quadrati di pietra bianchi e rossi.
Lungo il perimetro dell'abside il bel coro ligneo, intarsiato con vedute di edifici e nature morte attribuito a Pier Antonio degli Abbati da Modena, finanziato da Palmerio Sesso e costruito alla fine del XV secolo, con bancone e leggio del 1544. Esso consiste di 51 stalli disposti in due ordini, e nelle tarsie lignee inserite nei pannelli degli schienali si possono osservare l'abilità e l'esperienza dell'artista nello sfruttare colori e venature dei legni impiegati, insieme alla grande perizia della resa prospettica.
Addossato alla parete sinistra vi è un organo costruito nel 1854-56 dall'artefice Giovan Battista De Lorenzi, strumento noto per il raro sistema di trasmissione tasto-canna "fonocromico" inventato dal medesimo nel 1851.
L'altare è invece del 1667-1669, opera di intarsiatori in pietre dure, i fiorentini Corbarelli, che nel 1670-1671 costruirono anche il tempietto sovrastante l'altare. Il grandioso complesso sorge isolato su tre gradini, ornati di intarsi e motivi geometrici e floreali. Il tempietto si innalza da una base fregiata da cherubini ed è composto da due ordini di colonnine corinzie di marmo rosso. La cupoletta è sormontata dall'immagine del Redentore. Nella porticina del tabernacolo inferiore è dipinta la Resurrezione; in quella del tabernacolo posteriore, il Cristo morto con l'Addolorata, san Giovanni evangelista e il Padre Eterno cui un angelo porge il calice. Ai lati delle porticine stanno belle cornucopie. Le vetrate dell'abside provengono da Monaco di Baviera e sono della fine del XIX secolo.
Ogni superficie dell'altare è impreziosita da intarsi policromi di marmi pregiati, di lapislazzuli, di coralli, cornioli, madreperle. Nelle cornici ci sono animaletti, fiori, angioletti, oggetti legati alla Passione, ma anche case, casolari, chiese, piccole vedute.
Nel paliotto della mensa anteriore sono raffigurate da sinistra: la Resurrezione, l'Ultima Cena, l'Apparizione della Madonna a san Vincenzo e a Vincenza Pasini sul Monte Berico (sullo sfondo panorama di Vicenza). Nella decorazione del fianco sinistro, la Vergine offre il Bambino all'adorazione della beata Margherita d'Ungheria e il Cristo che appare alla medesima; in quella del fianco destro, Apparizione della Vergine a santa Caterina da Siena e La stessa santa che riceve le stimmate.
La mensa posteriore mostra, nel paliotto, l'Incoronazione di spine al centro, fiancheggiata dalla Donazione della Sacra Spina da parte di Luigi IX re di Francia al vescovo Bartolomeo da Breganze e dall' l'ingresso del vescovo Bartolomeo a Vicenza. Nella decorazione del fianco sinistro, l'Uccisione di san Pietro martire, in quella del fianco destro, san Domenico con un altro frate domenicano fa uscire illesa la Bibbia dalle fiamme.
Sui pilastri dell'arco d'ingresso alla Cappella maggiore sono posizionate in cornice dorata neogotica due tavole di Battista da Vicenza raffiguranti San Sebastiano e San Martino.
Davanti all'altare due balaustre con angeli musicanti nelle facce anteriori, nelle posteriori le Virtù cardinali (da sinistra: Forza, Prudenza, Giustizia, Temperanza).

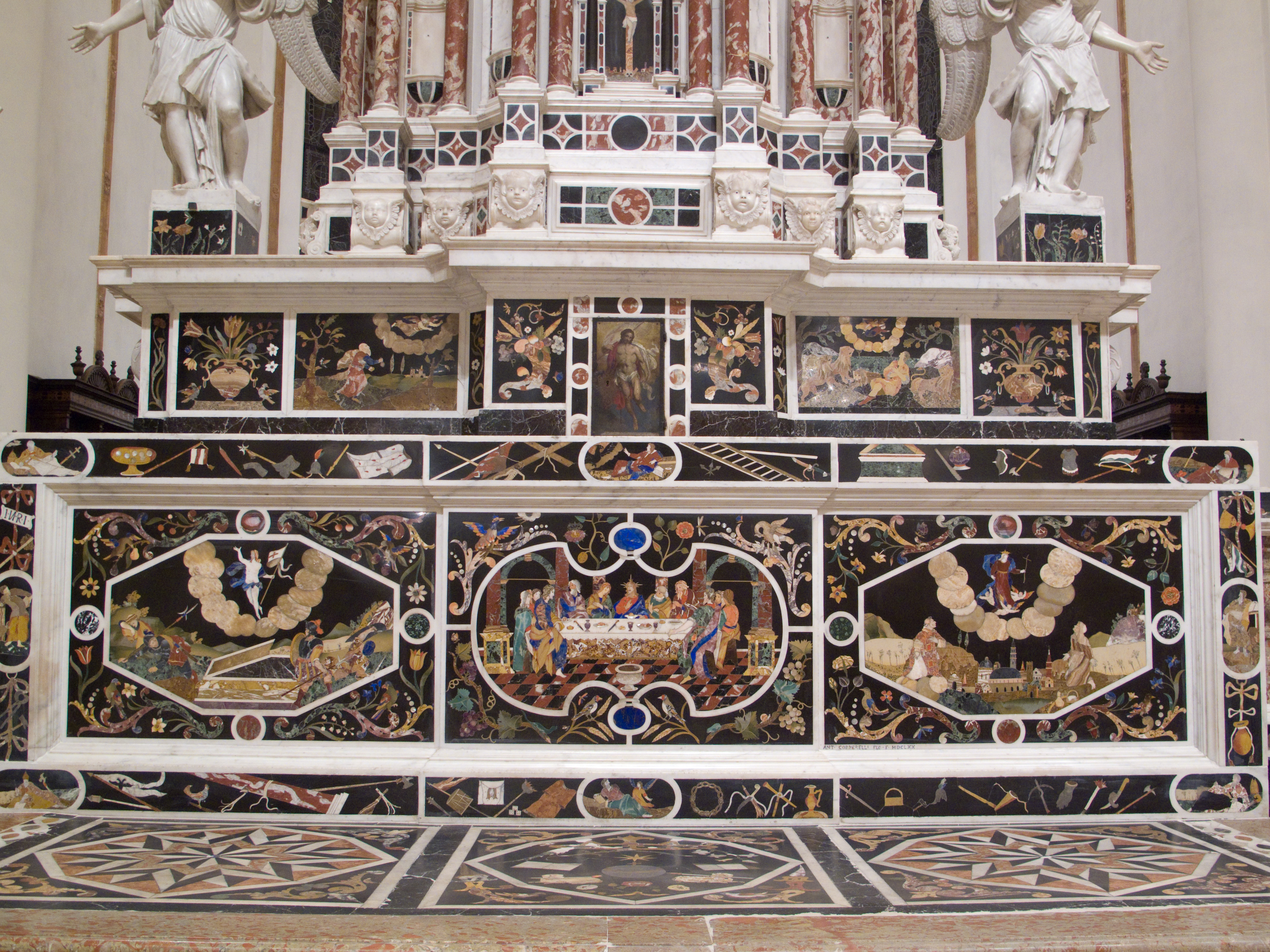
Paliotto dell'altare centrale
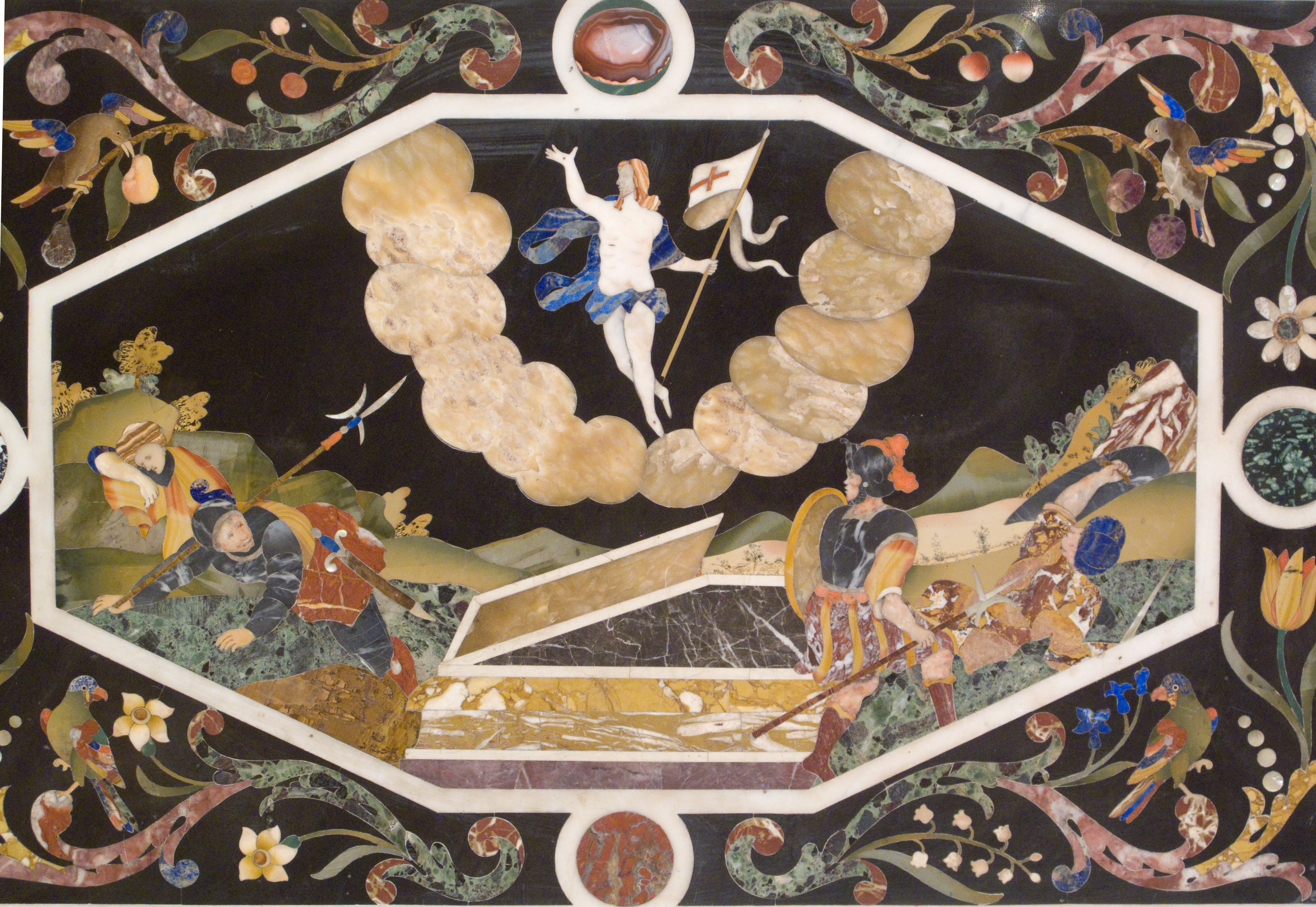
Paliotto dell'altare centrale: La Resurrezione
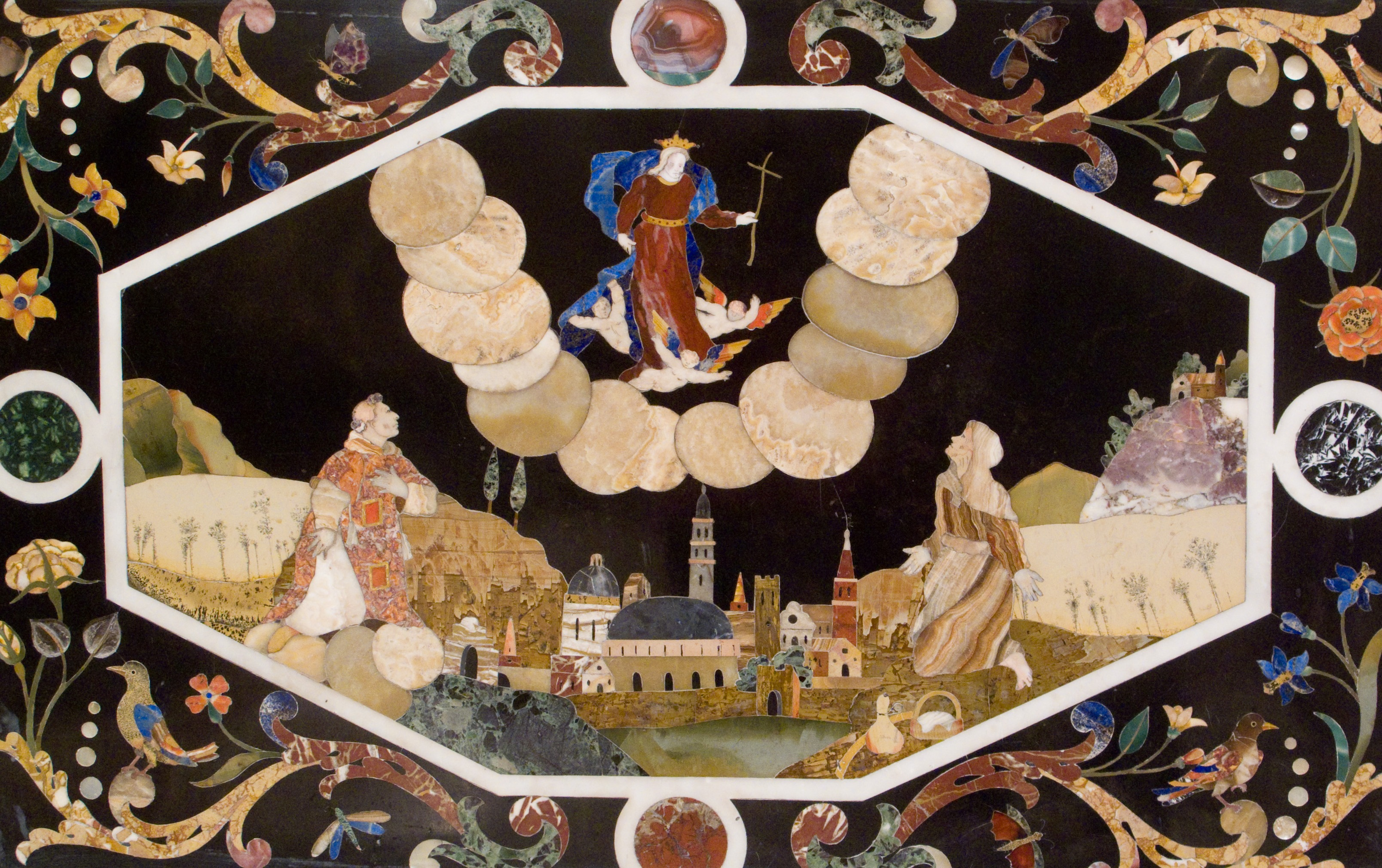
Paliotto dell'altare centrale: La Madonna di Monte Berico appare a Vincenza Pasini
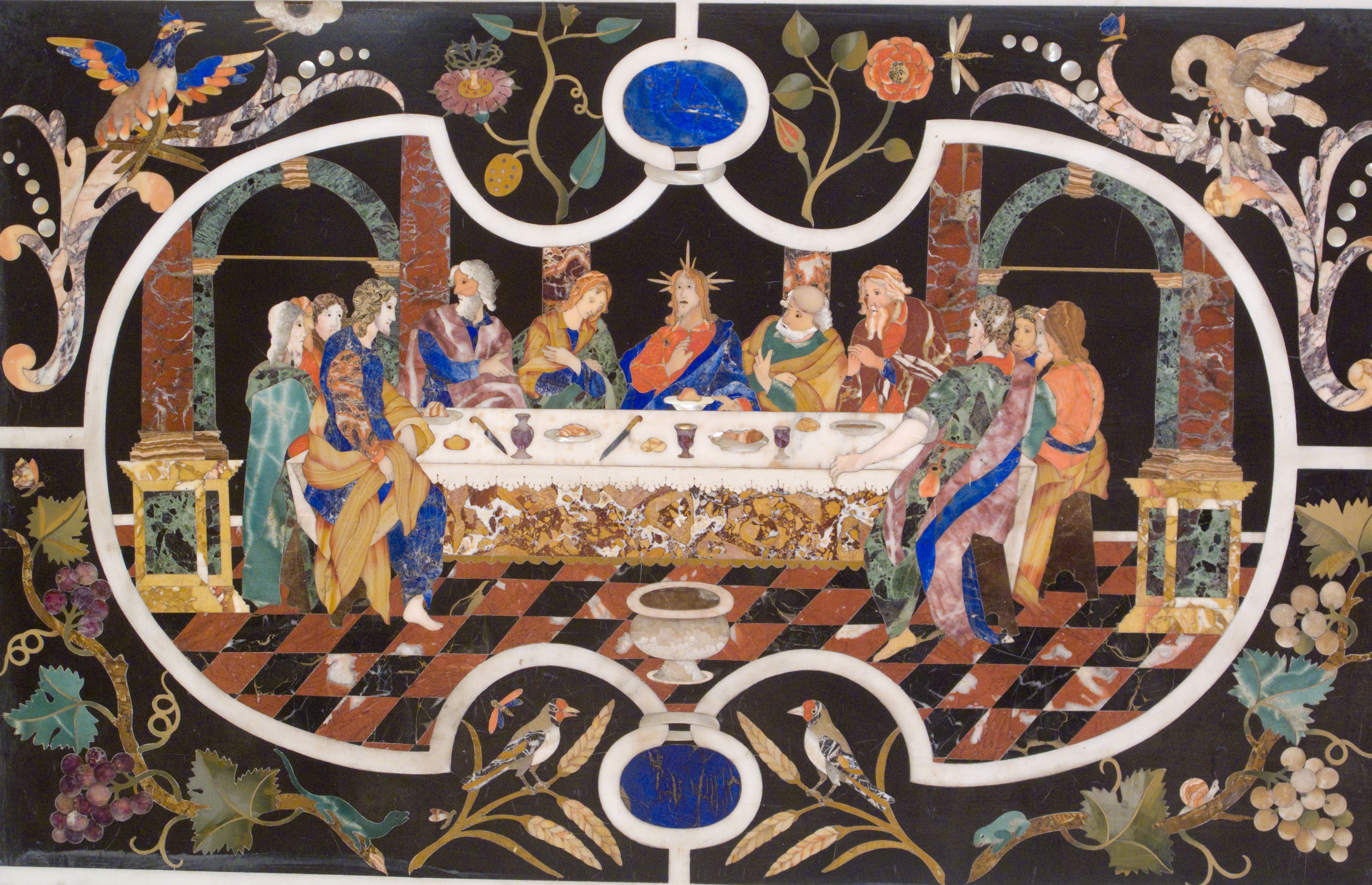
Paliotto dell'altare centrale: L'ultima cena
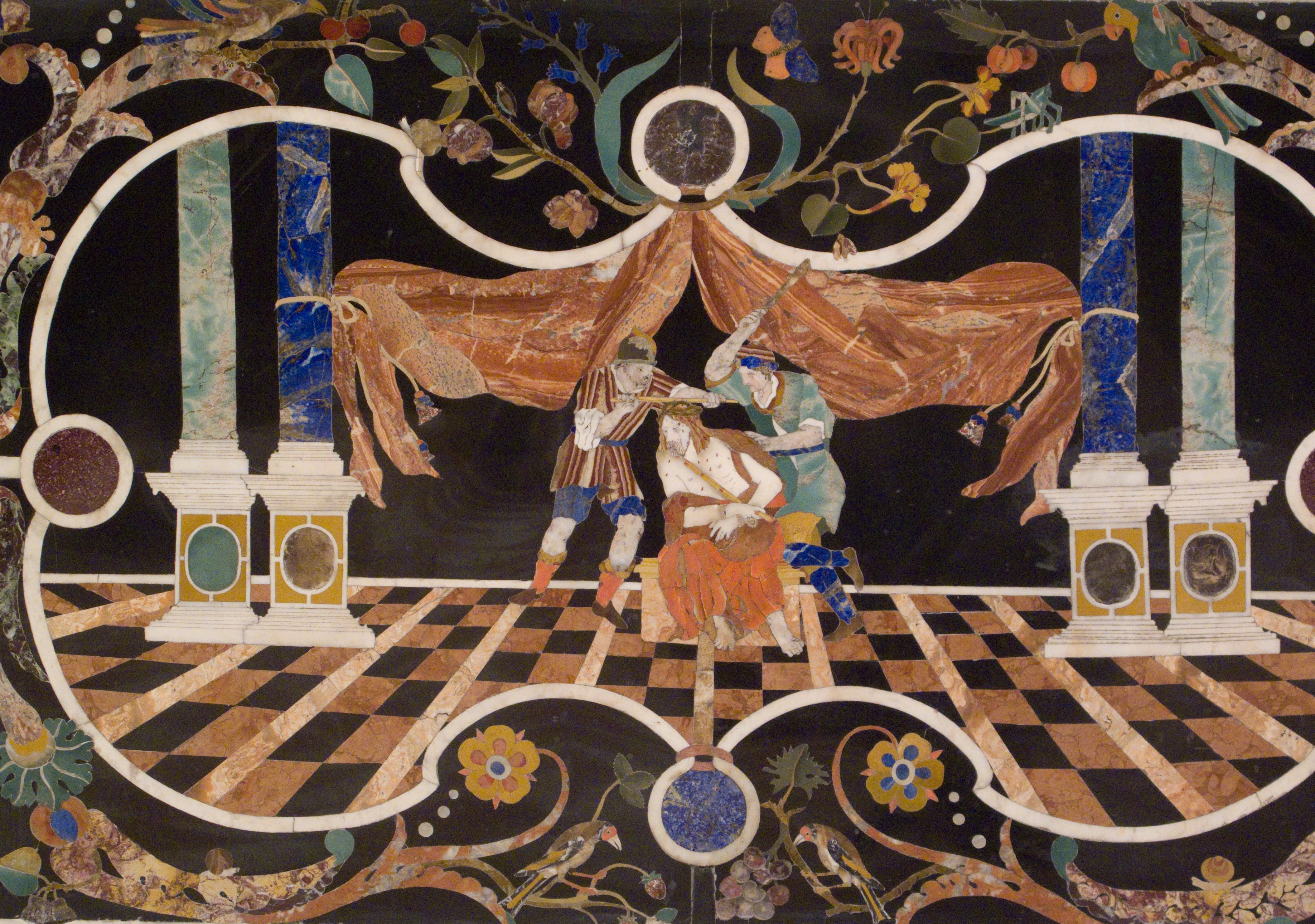
Paliotto dell'altare centrale: La coronazione di Spine
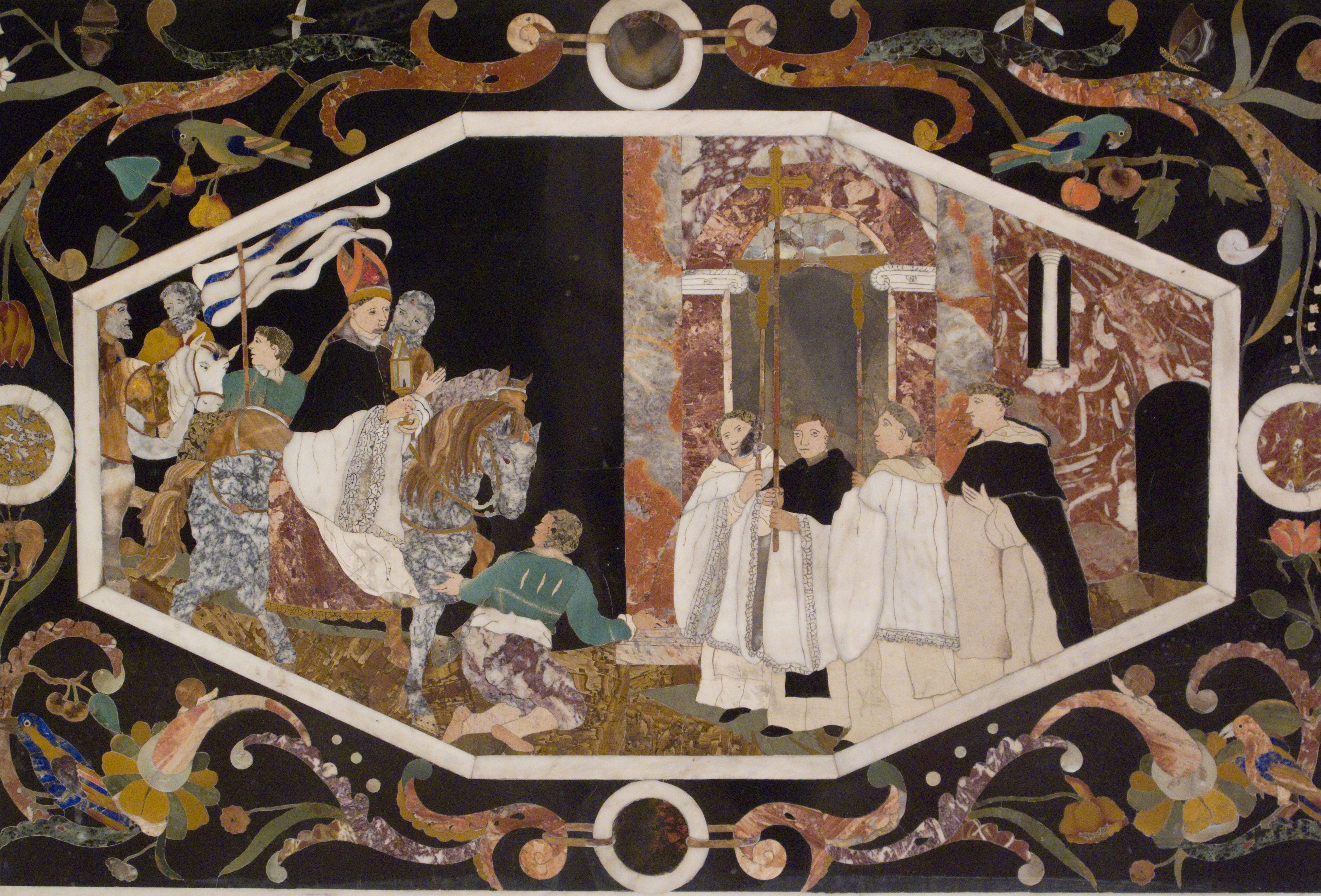
Paliotto dell'altare centrale: Il vescovo Bartolomeo entra in Vicenza
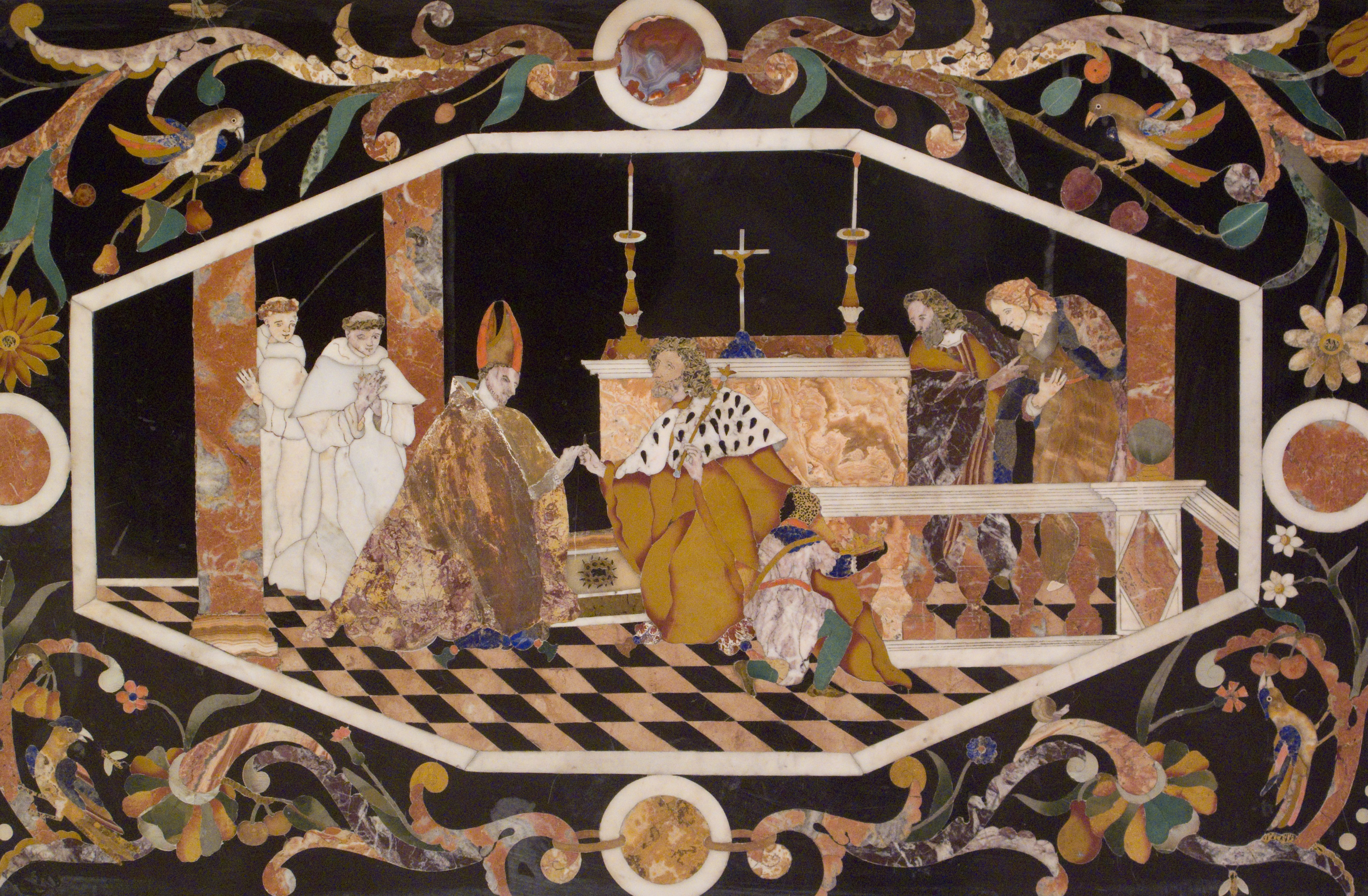
Paliotto dell'altare centrale: Il vescovo Bartolomeo riceve la Sacra Spina da Luigi IX di Francia
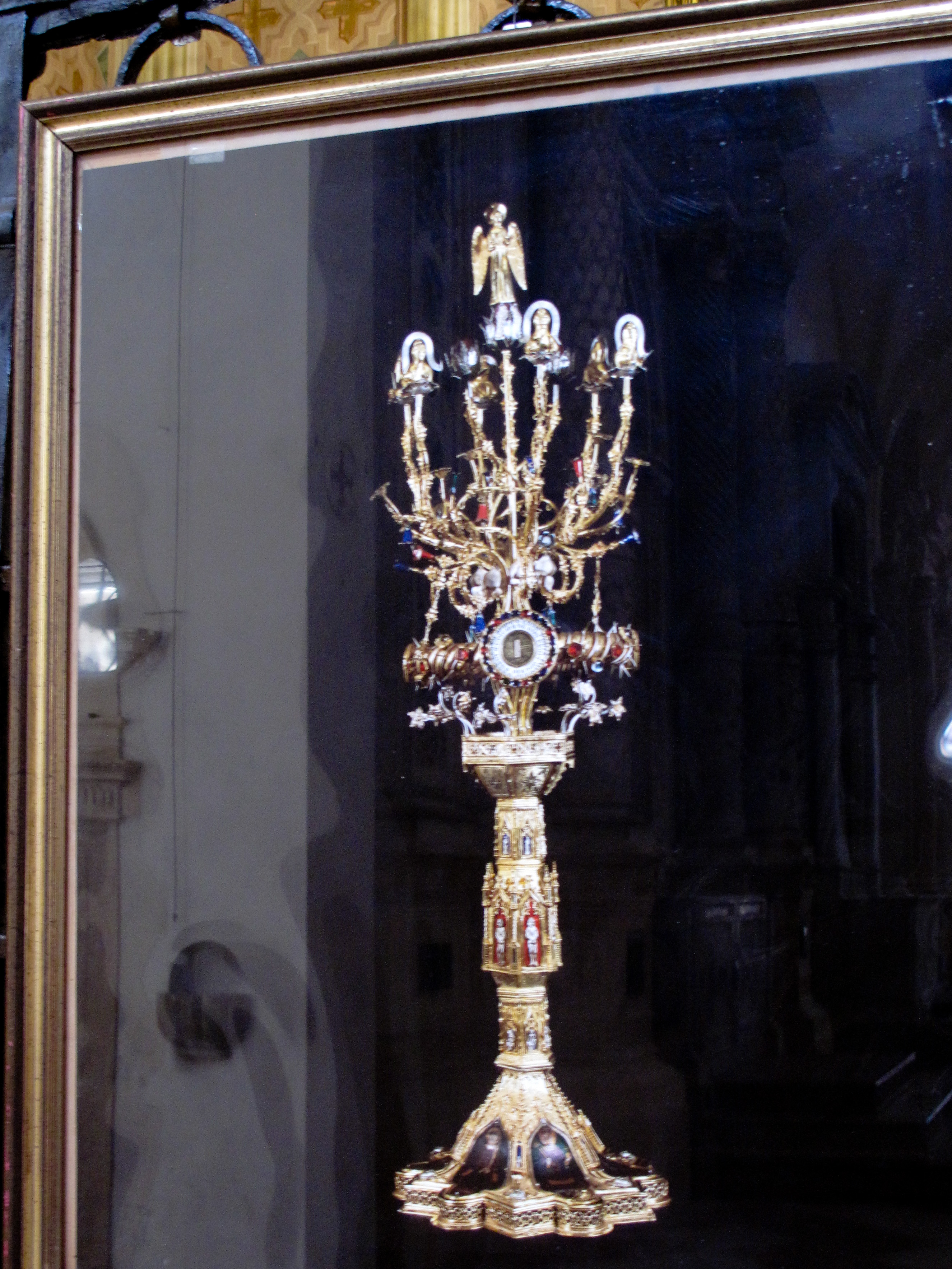
Immagine del reliquiario, conservato nel Museo diocesano

#### Cappella della Sacra Spina
In un'abside rettangolare e coperta da volta a crociera, in fondo alla navata sinistra, agli inizi del Trecento fu costruita la cappella della Sacra Spina, il cui arredo originario è andato perduto. La cappella fu chiusa nel 1521 e riaperta solo dopo il 1850, per riportarvi il reliquiario con la Sacra Spina - opera di oreficeria vicentina del XIV secolo, in seguito trasferito presso il Museo diocesano di Vicenza - il preziosissimo Piviale dei Pappagalli, opera del XII-XIII secolo che tradizione vuole dono di san Luigi al beato Bartolomeo e l'urna con le ossa del beato.

#### Cappella Caldogno (braccio sinistro del transetto)
Aperto il transetto nel 1604, Luca Antonio Caldogno fece aggiungere una cappella analoga a quella antistante dei Barbarano; vi è l'altare seicentesco di san Raimondo di Peñafort, con una pala di Alessandro Maganza raffigurante il santo domenicano. A lato un Cristo incoronato di spine, opera cinquecentesca di Giacomo Tentorello.

#### Altare Graziani Garzadori

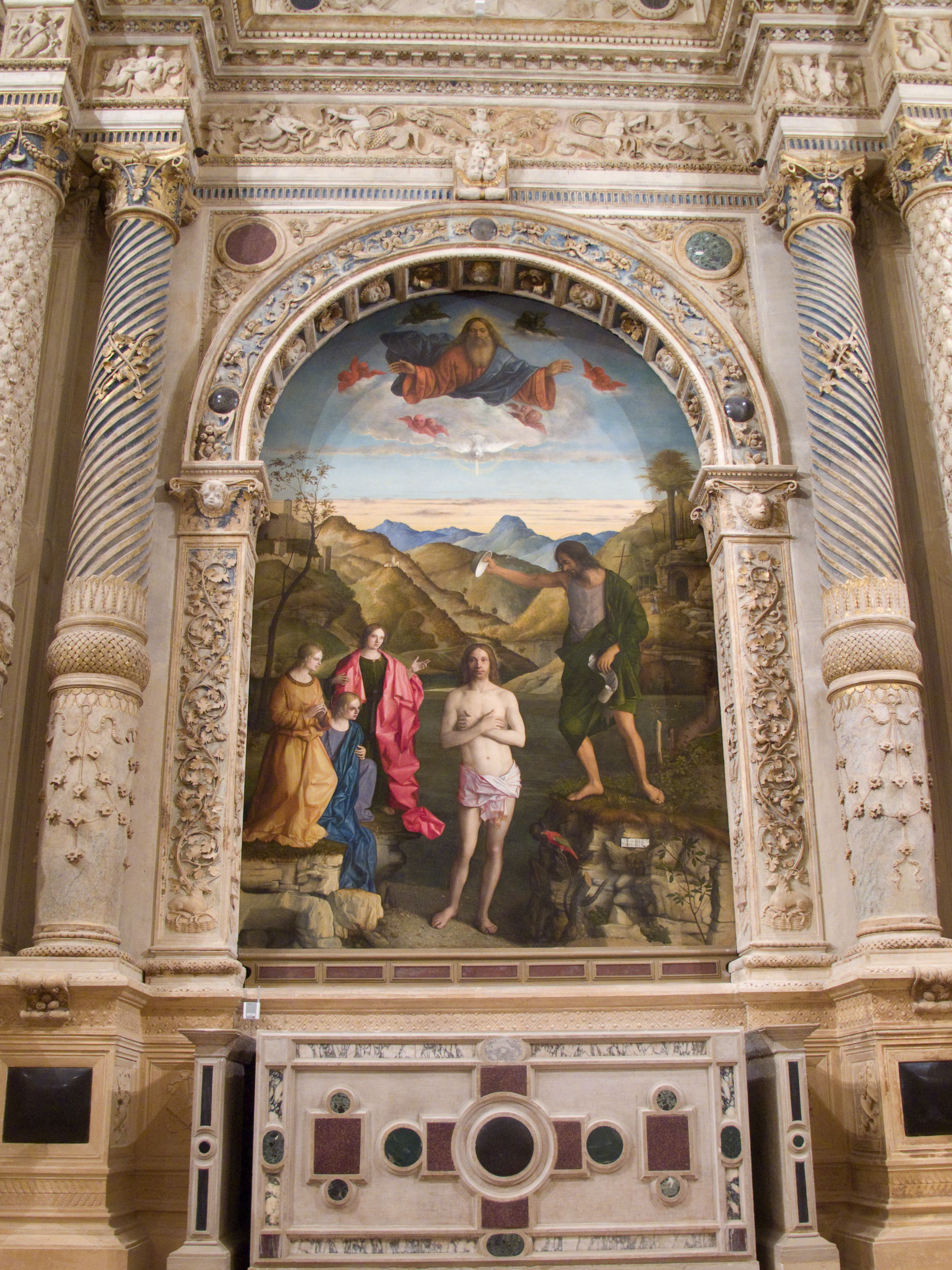
Altare Garzadori

Appoggiato alla parete della quinta campata sinistra sta il grandioso altare Garzadori, il più sontuoso della città, costruito agli inizi del XVI secolo dalla bottega di Tommaso da Lugano e Bernardino da Como con apporti di Rocco da Vicenza, impostato verticalmente su un ordine misto di colonne, lesene e pilastri. Inquadrano l'arco quattro colonne inanellate, nella parte inferiore adorne di festoni; superiormente il fusto delle due più sporgenti ha capitelli corinzi; quello delle due più arretrate con capitelli ionici s'avvita a spirale.
Ai lati due strette lesene incassate con gli stemmi dei Garzadori ornati di aquila imperiale e nei capitelli teste di animali. Alle estremità affiorano due pilastri più larghi con la sfinge nei capitelli: insieme portano la trabeazione su cui, in corrispondenza delle colonne, quattro pilastrini reggono un largo frontone ad arco ribassato, dall'intradosso a cassettoncini e rosette e dall'estradosso arricchito da nereidi bicaudate e sormontato dal Redentore.
Entro il timpano, sotto una ghirlanda di fiori e frutta, è il medaglione con la Vergine che allatta il Bambino; ai lati dell'attico due coppie di delfini affrontati reggono vasi fiammeggianti. Dovunque sono incastonate piccole e grandi patere di marmi policromi portate dal Graziani dalla Palestina, come le pietre nere del paragone inserite nei piedistalli o quelle che formano una croce ed abbelliscono il paliotto della mensa.
Sull'altare è conservato il capolavoro di Giovanni Bellini, il dipinto del Battesimo di Cristo, realizzato intorno al 1500-1502.

#### Altare della Madonna delle stelle
Nel 1519 la Compagnia della Misericordia eresse qui, nella quarta campata sinistra, un altare molto semplice nella struttura architettonica, in biancone di Pove, che fu probabilmente eseguito da una scuola veneziana oppure dalla bottega dei maestri di Pedemuro, che stavano sviluppando in quel momento un filone classicistico.
La pala posta sull'altare è il risultato di due momenti e mani diversi. La parte centrale, di autore sconosciuto, è trecentesca e raffigura la Madonna delle stelle, in manto azzurro stellato che porge il seno al Bambino; la parte inferiore, invece, viene attribuita a Marcello Fogolino: un panorama della città di Vicenza, vista da monte Berico, in cui si riconoscono il ponte Furo e il fiume Retrone, campo Marzo, il torrione di Porta Castello, la Cattedrale e il Palazzo della Ragione nel suo aspetto quattrocentesco, le Torri di piazza e, a sinistra, il campanile e la basilica di San Felice; sullo sfondo le vette delle montagne che stanno a nord della città.

#### Altare Monza o di sant'Antonio
Nella terza campata sinistra l'altare fatto costruire nel 1474 da Gasparo Monza, che intendeva edificare la cappella di famiglia. Sopra all'altare, la tela Sant'Antonino assistito dai frati distribuisce l'elemosina ai poveri realizzata da Leandro Bassano.

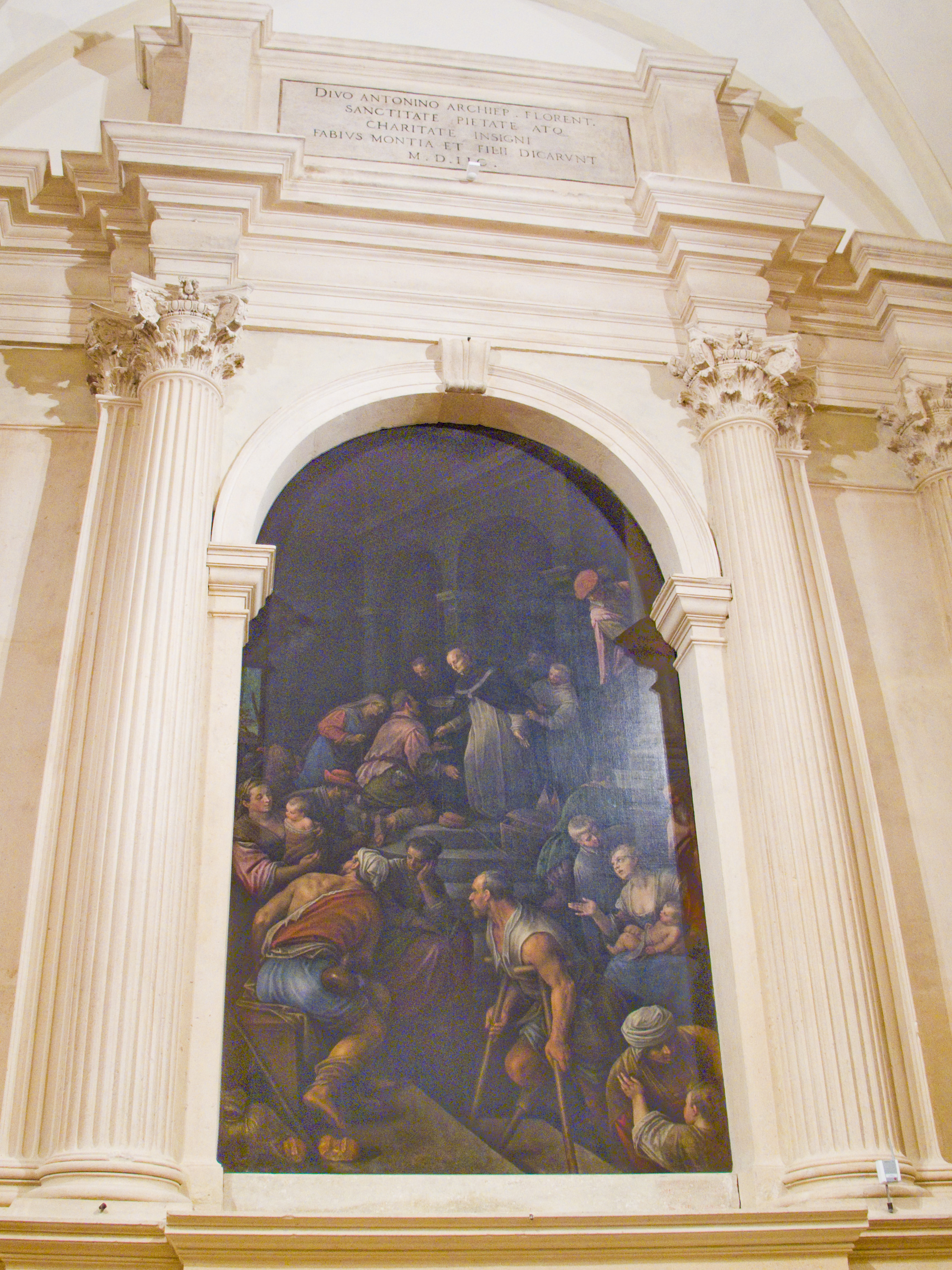
Altare Monza

#### Altare Pagello o di santa Maria Maddalena
Il maestoso altare della seconda campata sinistra fu realizzato - verosimilmente dalla bottega di Pedemuro - agli inizi del Cinquecento e porta, al centro della trabeazione, lo stemma della famiglia Pagello che lo fece costruire. Nel 1529 il letterato vicentino Luigi da Porto - autore della novella che ispirò la tragedia scespiriana Romeo e Giulietta - dispose nel suo testamento di essere sepolto davanti a questo altare.
La pala - dipinta tra il 1514 e il 1515 da Bartolomeo Montagna - rappresenta Santa Maria Maddalena con i santi Girolamo e Paola, alla sua sinistra, sant'Agostino e santa Monica, alla sua destra. L'effigie di quest'ultima santa, la vedova madre di sant'Agostino, è probabilmente quella della committente Piera da Porto, vedova di Bernardino Pagello.

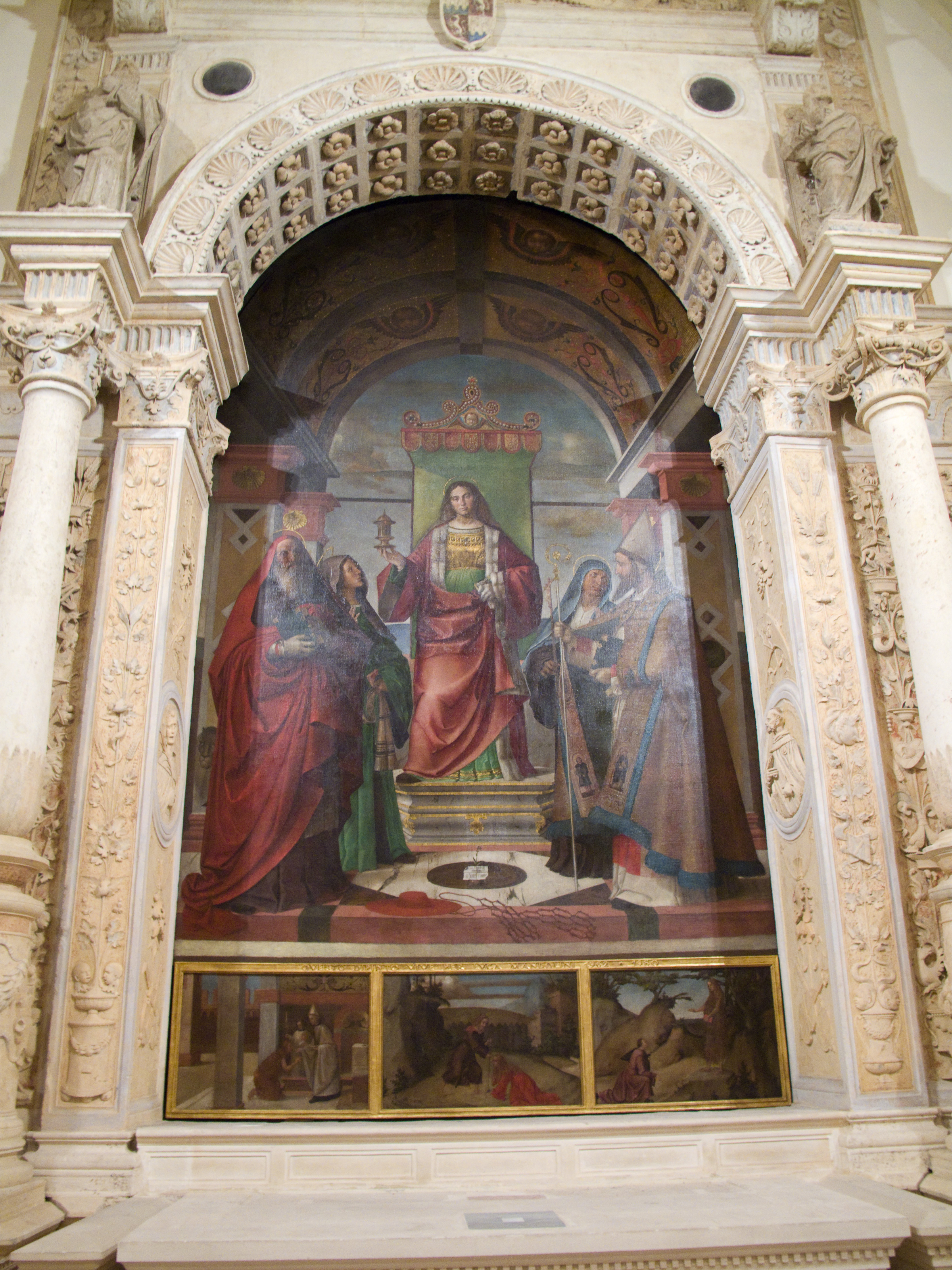
Altare Pagello

#### Altare Nievo o della santissima Trinità

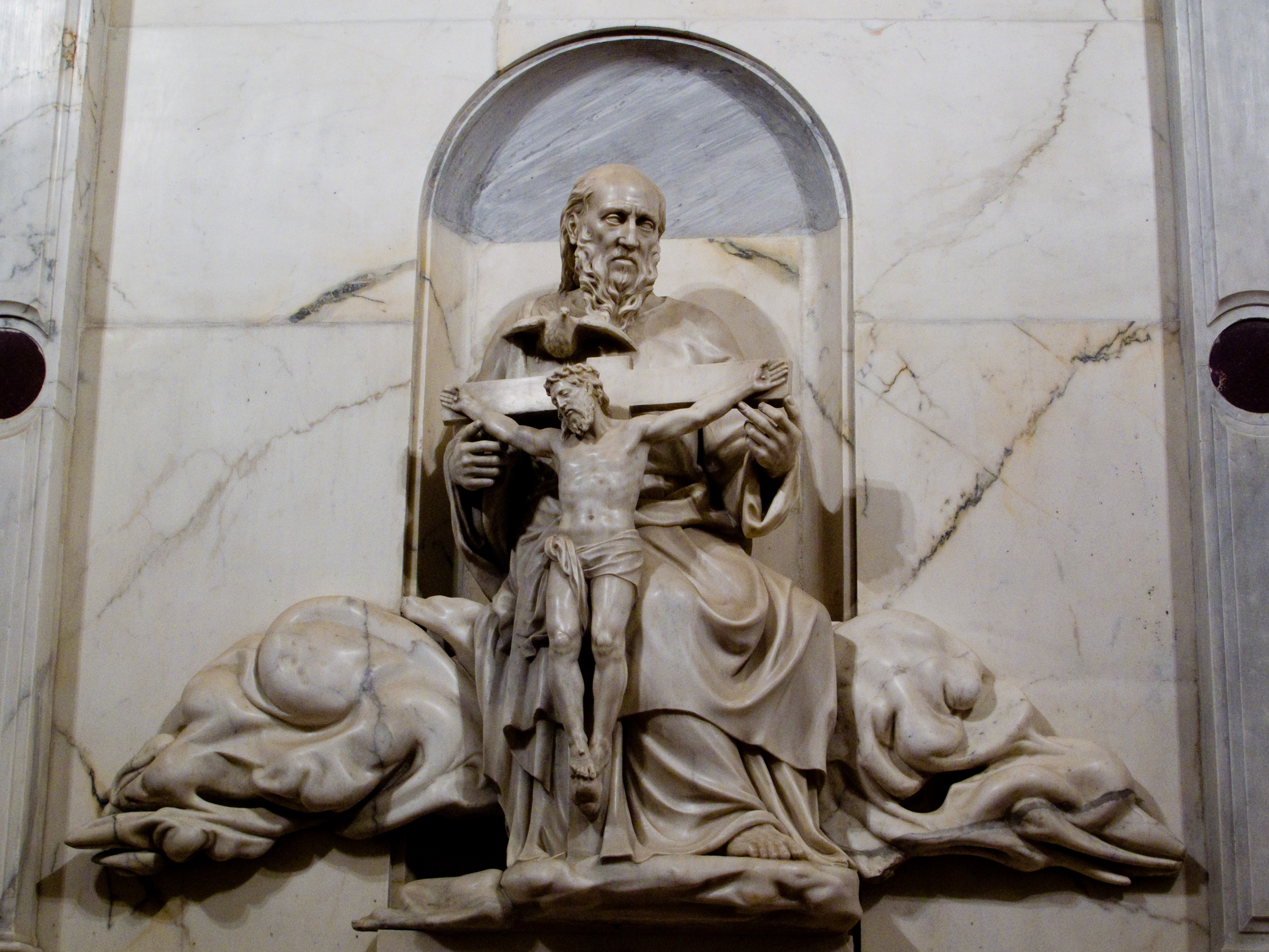
Altare Nievo

Nella prima campata sinistra, un primo altare fu eretto da Fiordalisa Nievo nel 1426; quello attuale è invece cinquecentesco, prodotto in ambito veneziano o, più probabilmente, nella bottega di Pedemuro, che si stava affermando con una produzione di tipo classico.
Entro la nicchia, tra nuvole che sembrano ribollire, in candido marmo di Carrara è rappresentata la Trinità, con le figure disposte secondo il modello iconografico che va sotto il nome di "Trono di Grazia", in cui il Padre, dalla cui spalla scende la colomba dello Spirito Santo, solleva in alto il Figlio crocifisso tra angeli e cherubini tripudianti. Il gruppo è attribuito a Giambattista Krone, scultore seicentesco di cui non si conoscono ulteriori opere, se non le tre statue oggi nella lunetta sopra la porta laterale della chiesa dei Carmini.

### Campanile

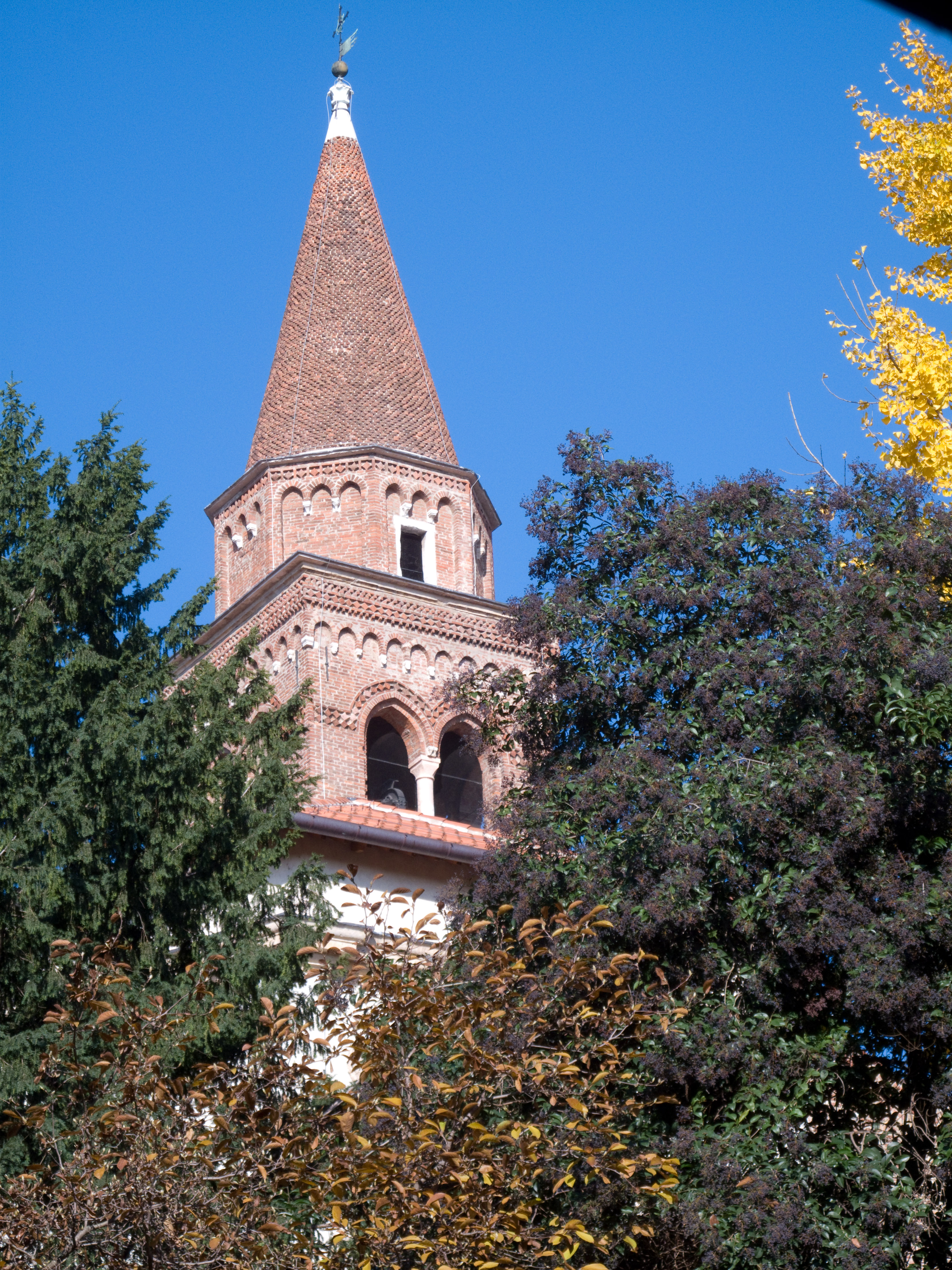
Chiesa di Santa Corona - Campanile

Viene definita una delle più belle torri campanarie venete, dove un concetto architettonico romanico si volge in linguaggio gotico.
La prima parte del campanile, infatti, costruita contemporaneamente alla chiesa, è tipicamente romanica: il fusto quadrato in mattoni è diviso in verticale da quattro paraste che si concludono con due fasce, ornate di archetti, sulle quali si alza la cella campanaria, aperta in ciascun lato da una bifora con colonnine in pietra. Intorno al 1347 fu aggiunta la struttura sommitale: un corpo ottagonale che si conclude con una corona di archetti ciechi, sopra la quale si alza il cono della cuspide in mattoni e punta di pietra.

### Campane
E’ importante mettere bene in luce fin dalle prime righe della presente come le campane di questa chiesa siano un patrimonio storico di particolare rilevanza diocesana e regionale. Le due campane maggiori, note Fa3 e Sib3 sono opera del fonditore Vicentino “Vincenzo Canton” realizzate nel 1761. 
Del Canton non è noto molto della sua opera perché era contemporaneo nei territori della diocesi il fonditore De Maria noto esponente della scuola Vicentina del quale si conservano un numero maggiore di campane (il campanone della Cattedrale ed altre due campane attualmente in funzione sono proprio del De Maria).
A completamento del concerto vi è la terza e più piccola campana del concerto in nota Do4 fusa a Bassano del Grappa dai noti fonditori Colbachini la quale attività naque nel quartiere di Angarano. Lavorarono chiaramente molto per la diocesi di Vicenza.
Si intuisce quindi come, le 3 campane di Santa Corona siano un unicum che ha superato indenne anche le due guerre mondiali ed è arrivato intatto ai giorni nostri:

### Chiostro

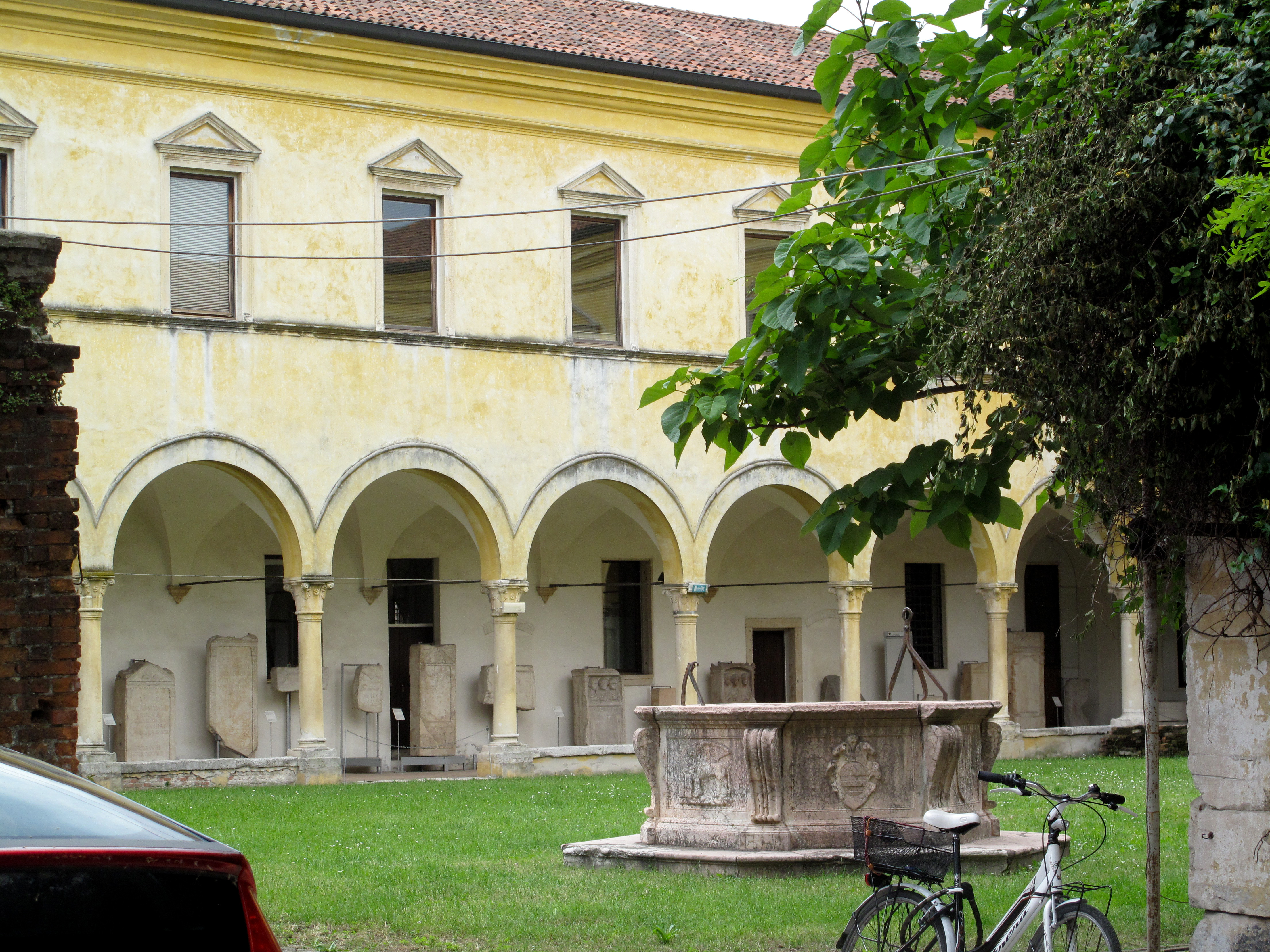
Chiesa di Santa Corona - Chiostro del convento
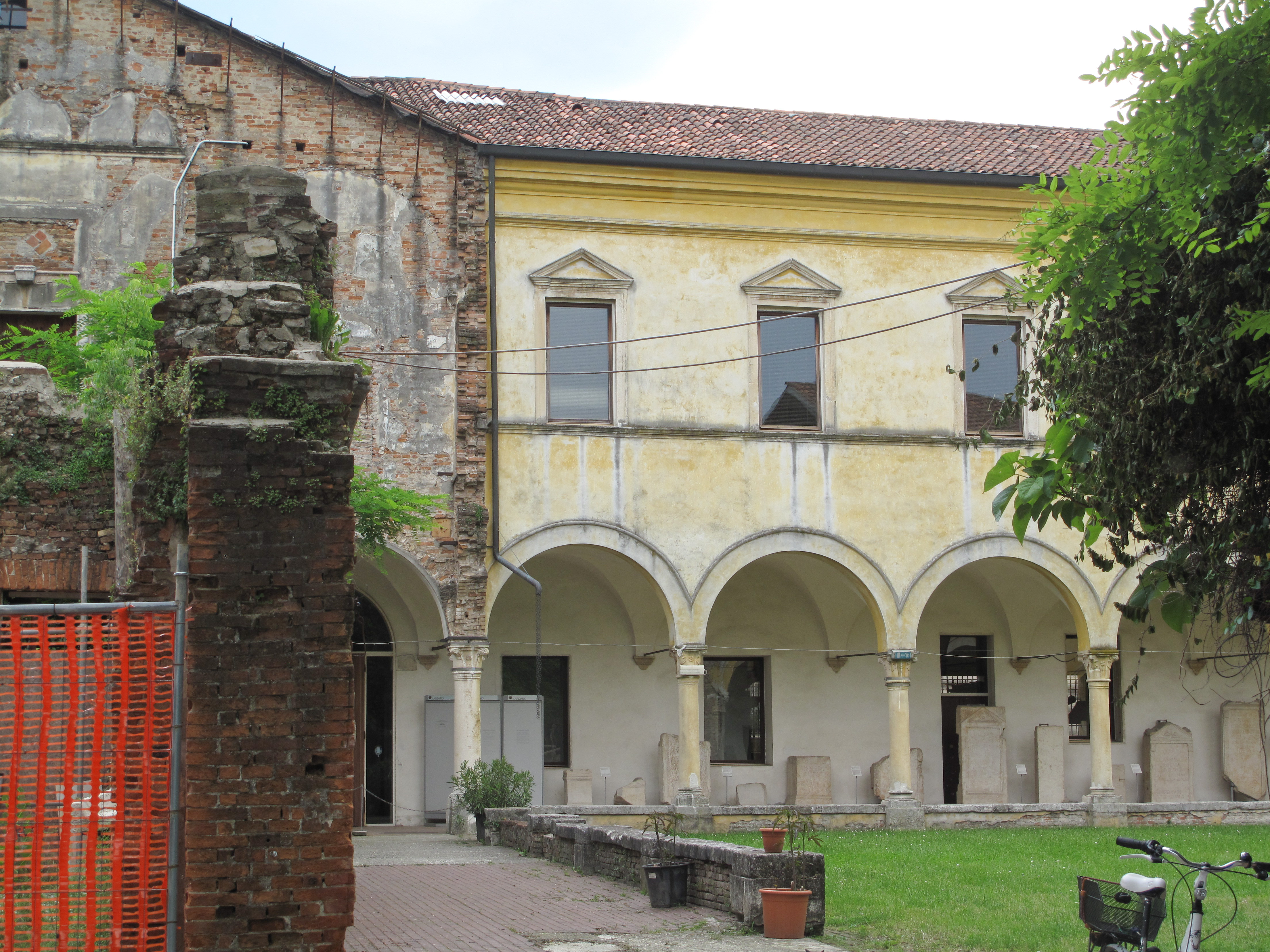
Chiostro del convento